# Млекопитающие
Млекопита́ющие (лат. Mammalia) — класс позвоночных животных, основной отличительной особенностью которых является вскармливание детёнышей молоком. Класс входит в кладу синапсид надкласса четвероногих и представляет собой самую прогрессивную группу позвоночных. По подсчётам биологов известно более 6500 современных видов млекопитающих, среди которых и вид Человек разумный (лат. Homo sapiens); общее же число видов млекопитающих, включая вымершие (в том числе вымершие после 1500 года), превышает 20 000.
Млекопитающие распространены почти повсеместно. Произошли от высокоразвитых синапсид в конце триаса. К млекопитающим относят ныне живущих однопроходных, сумчатых и плацентарных, а также большое число вымерших групп. Современные виды, входящие в класс млекопитающих, разные учёные объединяют в 26—29 отрядов.
Внешний вид млекопитающих весьма разнообразен, но в целом соответствует характерному и для других четвероногих плану строения. Анатомия и физиология млекопитающих характеризуется наличием тех же функциональных систем, что и у прочих четвероногих. Однако многие из этих систем достигли высокого уровня развития, так что данный класс среди позвоночных считают наиболее высокоорганизованным. Приспособления млекопитающих к жизни в различных средах обитания весьма разнообразны, их поведение отличается сложностью и многообразием. Они занимают доминирующие позиции среди наземной фауны (в водной среде они уступают лишь лучепёрым рыбам). Млекопитающие играют большую роль в жизни и хозяйственной деятельности человека: они выступают как важные источники продуктов питания и производственного сырья, выполняют транспортные функции, служат тягловой силой, используются как лабораторные животные и домашние питомцы.
Изучением млекопитающих занимается наука териология (маммалиология).

## Этимология
Постклассическое латинское наименование Mammalia введено в 1758 году Карлом Линнеем взамен использовавшегося им ранее термина Quadrupedia (дословно «четырёхногие»). Представляет собой форму множественного числа среднего рода прилагательного mammalis (дословно — «грудной» в значении «относящийся к молочной железе»), в свою очередь от лат. mamma — «грудь, вымя» + суффикса для образования прилагательных -ālis. Наименование дано Линнеем в связи с наличием молочных желёз у всех млекопитающих.
В таких языках, как русский, немецкий, голландский и украинский, представляет собой искаженную кальку с латыни со значением «вскармливающие молоком». Во французском, испанском и португальском представляет собой искаженную кальку с латыни со значением «имеющие молочную железу» (от лат. mamma «молочная железа» + лат. fero «нести»). В английском представляет собой прямую кальку варианта Линнея.

## Распространение
Млекопитающие распространены по всему миру и встречаются на всех континентах, во всех океанах и на большинстве существующих островов. Современный ареал однопроходных ограничивается Австралией, Тасманией и Новой Гвинеей, сумчатых — территорией Австралии, Океании и обоих американских континентов. Самое широкое распространение — у плацентарных, которые уже с конца мезозоя стали доминирующими наземными позвоночными на всех континентах, кроме Австралии и Антарктиды, преобладая по численности особей, биомассе и положению в пищевых цепях. В Австралии же до начала европейской колонизации обитали, не считая человека, лишь немногие виды плацентарных, а именно летучие мыши и мышиные. На отдалённых от других материков островах до прибытия человека существовала лишь бедная видами фауна млекопитающих: на многих из них, в том числе и в Новой Зеландии, её представляли только несколько видов летучих мышей.
Млекопитающие населяют почти все биотопы Земли и встречаются как в пустынях и тропических лесах, так и в высокогорье и в полярных регионах. К немногим регионам и биотопам, в которых, за исключением редкого пребывания людей, отсутствуют млекопитающие, относятся глубоководный океан и Антарктический континент, хотя у его побережья встречаются тюлени и киты. Однако в прошлом, когда Антарктида ещё не была сплошь накрыта ледяным щитом, млекопитающие населяли и этот материк: об этом свидетельствуют относящиеся к эоцену ископаемые остатки гондванатериев, сумчатых (полидолопообразные, микробиотерии) и плацентарных (неполнозубые, литоптерны, астрапотерии).
Используя технические средства, в XX веке человек проник в места, недоступные для других млекопитающих: достиг Южного полюса, поднялся на вершины Джомолунгмы и других высочайших гор, спустился на дно Марианской впадины, приступил к освоению космического пространства. Впрочем, в некоторых из этих предприятий человека принимали участие собаки: Р. Амундсен добрался до Южного полюса на собачьих упряжках, а Лайка совершила свой орбитальный космический полёт за 3,5 года до Ю. А. Гагарина.
У многих млекопитающих ареал невелик, поскольку широкому их расселению препятствуют привязанность к условиям среды (температурный режим, пищевые ресурсы, почвенно-грунтовые и орографические условия) и наличие естественных препятствий — например, морских пространств. Так, гребнепалый тушканчик, обитающий в Кызылкуме и Восточных Каракумах, живёт только в сыпучих песках, поросших кустами; ареал лемурообразных ограничен тропическими лесами Мадагаскара и соседних островов. Учёт специфики видового состава млекопитающих играет важную роль при зоогеографическом районировании Земли. Наибольшее количество эндемичных видов отмечено в следующих странах: Индонезия (201 эндемик из 436 видов местной териофауны), Австралия (198 из 252), Мексика (140 из 450), США (101 из 428), Филиппины (97 из 153), Бразилия (96 из 394).

## Отличительные особенности
Кроме вскармливания потомства молоком (у зверей через соски, у первозверей —— через особые железы), для большинства млекопитающих характерен целый ряд признаков, отличающих их, как правило, от других позвоночных:
- живорождение (кроме представителей подкласса первозвери);
- истинная гомойотермия (теплокровность; исключение составляет грызун голый землекоп[22][23]);
- наличие волосяного покрова (шерсти), сильное развитие кожных желёз (потовых и сальных), а также роговых образований;
- наличие в черепе одной скуловой дуги;
- причленение нижней челюсти напрямую к чешуйчатой кости[2];
- перемещение угловой кости нижней челюсти на дно черепной коробки с превращением её в барабанную кость, несущую барабанную перепонку[2];
- образование каменистой кости в основании черепа для защиты слухового лабиринта[2];
- наличие чёткого расчленения позвоночника на 5 отделов (шейный, грудной, поясничный, крестцовый, хвостовой);
- платицельный тип позвонков;
- наличие в шейном отделе позвоночника 7 позвонков (исключения редки), к первому из которых двумя затылочными мыщелками причленяется череп;
- наличие диафрагмы, развитие подкожной мускулатуры;
- высокий уровень развития нервной системы, который обеспечивает гибкое реагирование на воздействия со стороны внешней среды;
- особый тип строения головного мозга (в том числе сильное развитие переднего мозга, переход к нему функций основного зрительного центра и центра управления сложными формами поведения);
- своеобразный характер залегания серого вещества в спинном мозге, при котором оно образует в поперечном сечении фигуру «бабочки» с боковыми выступами — «рогами»[24];
- наличие пирамидного пути от переднего мозга к продолговатому и спинному[24];
- взаимное наложение областей иннервации симпатической и парасимпатической нервных систем вплоть до полного перекрывания;
- наличие трёх слуховых косточек среднего уха, наружного ушного прохода и ушной раковины;
- альвеолярное строение лёгких;
- полное разделение кругов кровообращения, обеспечиваемое наличием четырёхкамерного сердца и одной (левой) дуги аорты;
- отсутствие воротного кровообращения в почках, присущего остальным четвероногим;
- безъядерные эритроциты;
- гетеродонтные (дифференцированные на резцы, клыки, предкоренные и коренные) зубы, сидящие в ячейках (альвеолах) челюстей (свойственно было также звероящерам[2]);
- наличие у большинства млекопитающих значительного количества лимфатической ткани в стенках слепой кишки;
- овальная форма семенников;
- подверженность прионным заболеваниям (они известны у немногих грибов, у растений и микроорганизмов неизвестны, а среди животных — только у млекопитающих)[25].

## Происхождение
|  |

Согласно современным представлениям, млекопитающие произошли от более примитивных синапсид из группы цинодонтов, выделившись в конце триасового периода. Наиболее продвинутые немаммальные цинодонты уже сильно напоминали млекопитающих — как, например, изображённый на рисунке Oligokyphus из семейства Tritylodontidae с его развитым шёрстным покровом, живший в позднем триасе и ранней юре. Тогда же имела место и начальная дивергенция млекопитающих: в отложениях позднего триаса найдены ископаемые остатки аделобазилевса, морганукодонтов, кюнеотерия и харамиид. Последних обычно рассматривают как ранних представителей подкласса (или инфракласса) аллотериев, куда включают также многобугорчатых — наиболее разнообразный и многочисленный из мезозойских отрядов млекопитающих, просуществовавший свыше 100 млн лет; что касается морганукодонтов, то они по своему облику и строению чрезвычайно близки к предполагаемому предку всех более поздних млекопитающих.
В верхнем триасе выделились и другие основные линии млекопитающих, известные остатки которых относятся к более позднему времени: линия, включающая однопроходных; линия триконодонтов (юра — мел); наконец, та линия, к которой принадлежат сумчатые и плацентарные, отделившиеся друг от друга в юрском периоде.

## Классификация
Современные виды млекопитающих образуют хорошо очерченную группу. Эта группа и была описана в 1758 году как класс Mammalia К. Линнеем в 10-м издании его «Системы природы». В данном издании Линней упоминал всего 184 вида млекопитающих; в настоящее же время современные виды млекопитающих объединяют в 26—29 отрядов, 153 семейства и 1229 родов.
Позднее в состав класса млекопитающих были включены многочисленные вымершие группы; правомерность включения некоторых из них (например, докодона, морганукодона, синоконодона и некоторых других открытых в XIX—XX веках мезозойских животных) в данный класс вызывает сомнения у ряда палеонтологов.
Традиционная классификация на уровне инфраклассов и выше, оформившаяся к концу XIX века, выглядит следующим образом:
Класс Mammalia Linnaeus, 1758
- Подкласс Prototheria Gill, 1872
- Подкласс Theria Parker & Haswell, 1897
  - Инфракласс Marsupialia Illiger, 1811 (или Metatheria Huxley, 1880)
  - Инфракласс Placentalia Owen, 1837 (или Eutheria Gill, 1872)

Названия, заключённые в скобки, употребляют либо как альтернативные наименования соответствующих инфраклассов, либо как названия их тотальных групп.
Трёхчастное деление класса млекопитающих на прото-, мета- и эутериев было предложено ещё французским зоологом А. Блэнвилем (1839), который пользовался другими наименованиями (соответственно: «птицеутробные», «двуутробные», «одноутробные»).
Неоднократно предлагались более современные классификации млекопитающих, позволяющие, в частности, адекватно отразить взаимоотношения между многочисленными вымершими группами, но общепринятыми ни одна из них не стала.
На русский язык название таксона Theria, крупнейшего подразделения млекопитающих, обычно переводится как «звери» (в данном значении оно употребляется параллельно со словом «терии»; см. Звери). Иногда же слово «звери» используют как синоним слова «млекопитающие». Ранг данного таксона в различных классификациях различен: либо это подкласс млекопитающих, противопоставляемый подклассу Prototheria (первозвери), либо — после исключения из него ряда вымерших групп — таксон существенно низшего ранга (в системе Маккенны — Белл он имеет ранг «надкогорты»).

### Молекулярная классификация
Филогения млекопитающих по молекулярному анализу:

|  | Утконосовые |
|  |             |
|  | Ехидновые   |
|  |             |

|  | Опоссумы                                                      |
|  |                                                               |
|  | \| \| Australidelphia \| \| \| \| \| \| Ценолесты \| \| \| \| |
|  |                                                               |
|  | Australidelphia                                               |
|  |                                                               |
|  | Ценолесты                                                     |
|  |                                                               |

|  | Australidelphia |
|  |                 |
|  | Ценолесты       |
|  |                 |

|  | Полукопытные      |
|  |                   |
|  | Afroinsectiphilia |
|  |                   |

|  | Броненосцы   |
|  |              |
|  | Неполнозубые |
|  |              |

|  | Полукопытные      |
|  |                   |
|  | Afroinsectiphilia |
|  |                   |

|  | Броненосцы   |
|  |              |
|  | Неполнозубые |
|  |              |

|                 | Тупайи                                                  |
|                 |                                                         |
| Приматообразные | \| \| Шерстокрылы \| \| \| \| \| \| Приматы \| \| \| \| |
|                 | \| \| Шерстокрылы \| \| \| \| \| \| Приматы \| \| \| \| |
|                 | Шерстокрылы                                             |
|                 |                                                         |
|                 | Приматы                                                 |
|                 |                                                         |

|  | Шерстокрылы |
|  |             |
|  | Приматы     |
|  |             |

|  | Грызуны       |
|  |               |
|  | Зайцеобразные |
|  |               |

|                 | Тупайи                                                  |
|                 |                                                         |
| Приматообразные | \| \| Шерстокрылы \| \| \| \| \| \| Приматы \| \| \| \| |
|                 | \| \| Шерстокрылы \| \| \| \| \| \| Приматы \| \| \| \| |
|                 | Шерстокрылы                                             |
|                 |                                                         |
|                 | Приматы                                                 |
|                 |                                                         |

|  | Шерстокрылы |
|  |             |
|  | Приматы     |
|  |             |

|  | Грызуны       |
|  |               |
|  | Зайцеобразные |
|  |               |

|  | Китопарнокопытные |
|  |                   |
|  | Непарнокопытные   |
|  |                   |

|  | Панголины |
|  |           |
|  | Хищные    |
|  |           |

|  | Китопарнокопытные |
|  |                   |
|  | Непарнокопытные   |
|  |                   |

|  | Панголины |
|  |           |
|  | Хищные    |
|  |           |

|  | Китопарнокопытные |
|  |                   |
|  | Непарнокопытные   |
|  |                   |

|  | Панголины |
|  |           |
|  | Хищные    |
|  |           |

|  | Китопарнокопытные |
|  |                   |
|  | Непарнокопытные   |
|  |                   |

|  | Панголины |
|  |           |
|  | Хищные    |
|  |           |

|  | Китопарнокопытные |
|  |                   |
|  | Непарнокопытные   |
|  |                   |

|  | Панголины |
|  |           |
|  | Хищные    |
|  |           |

|  | Китопарнокопытные |
|  |                   |
|  | Непарнокопытные   |
|  |                   |

|  | Панголины |
|  |           |
|  | Хищные    |
|  |           |

|  | Китопарнокопытные |
|  |                   |
|  | Непарнокопытные   |
|  |                   |

|  | Панголины |
|  |           |
|  | Хищные    |
|  |           |

|  | Китопарнокопытные |
|  |                   |
|  | Непарнокопытные   |
|  |                   |

|  | Панголины |
|  |           |
|  | Хищные    |
|  |           |

|                 | Тупайи                                                  |
|                 |                                                         |
| Приматообразные | \| \| Шерстокрылы \| \| \| \| \| \| Приматы \| \| \| \| |
|                 | \| \| Шерстокрылы \| \| \| \| \| \| Приматы \| \| \| \| |
|                 | Шерстокрылы                                             |
|                 |                                                         |
|                 | Приматы                                                 |
|                 |                                                         |

|  | Шерстокрылы |
|  |             |
|  | Приматы     |
|  |             |

|  | Грызуны       |
|  |               |
|  | Зайцеобразные |
|  |               |

|                 | Тупайи                                                  |
|                 |                                                         |
| Приматообразные | \| \| Шерстокрылы \| \| \| \| \| \| Приматы \| \| \| \| |
|                 | \| \| Шерстокрылы \| \| \| \| \| \| Приматы \| \| \| \| |
|                 | Шерстокрылы                                             |
|                 |                                                         |
|                 | Приматы                                                 |
|                 |                                                         |

|  | Шерстокрылы |
|  |             |
|  | Приматы     |
|  |             |

|  | Грызуны       |
|  |               |
|  | Зайцеобразные |
|  |               |

|  | Китопарнокопытные |
|  |                   |
|  | Непарнокопытные   |
|  |                   |

|  | Панголины |
|  |           |
|  | Хищные    |
|  |           |

|  | Китопарнокопытные |
|  |                   |
|  | Непарнокопытные   |
|  |                   |

|  | Панголины |
|  |           |
|  | Хищные    |
|  |           |

|  | Китопарнокопытные |
|  |                   |
|  | Непарнокопытные   |
|  |                   |

|  | Панголины |
|  |           |
|  | Хищные    |
|  |           |

|  | Китопарнокопытные |
|  |                   |
|  | Непарнокопытные   |
|  |                   |

|  | Панголины |
|  |           |
|  | Хищные    |
|  |           |

|  | Китопарнокопытные |
|  |                   |
|  | Непарнокопытные   |
|  |                   |

|  | Панголины |
|  |           |
|  | Хищные    |
|  |           |

|  | Китопарнокопытные |
|  |                   |
|  | Непарнокопытные   |
|  |                   |

|  | Панголины |
|  |           |
|  | Хищные    |
|  |           |

|  | Китопарнокопытные |
|  |                   |
|  | Непарнокопытные   |
|  |                   |

|  | Панголины |
|  |           |
|  | Хищные    |
|  |           |

|  | Китопарнокопытные |
|  |                   |
|  | Непарнокопытные   |
|  |                   |

|  | Панголины |
|  |           |
|  | Хищные    |
|  |           |

|  | Полукопытные      |
|  |                   |
|  | Afroinsectiphilia |
|  |                   |

|  | Броненосцы   |
|  |              |
|  | Неполнозубые |
|  |              |

|  | Полукопытные      |
|  |                   |
|  | Afroinsectiphilia |
|  |                   |

|  | Броненосцы   |
|  |              |
|  | Неполнозубые |
|  |              |

|                 | Тупайи                                                  |
|                 |                                                         |
| Приматообразные | \| \| Шерстокрылы \| \| \| \| \| \| Приматы \| \| \| \| |
|                 | \| \| Шерстокрылы \| \| \| \| \| \| Приматы \| \| \| \| |
|                 | Шерстокрылы                                             |
|                 |                                                         |
|                 | Приматы                                                 |
|                 |                                                         |

|  | Шерстокрылы |
|  |             |
|  | Приматы     |
|  |             |

|  | Грызуны       |
|  |               |
|  | Зайцеобразные |
|  |               |

|                 | Тупайи                                                  |
|                 |                                                         |
| Приматообразные | \| \| Шерстокрылы \| \| \| \| \| \| Приматы \| \| \| \| |
|                 | \| \| Шерстокрылы \| \| \| \| \| \| Приматы \| \| \| \| |
|                 | Шерстокрылы                                             |
|                 |                                                         |
|                 | Приматы                                                 |
|                 |                                                         |

|  | Шерстокрылы |
|  |             |
|  | Приматы     |
|  |             |

|  | Грызуны       |
|  |               |
|  | Зайцеобразные |
|  |               |

|  | Китопарнокопытные |
|  |                   |
|  | Непарнокопытные   |
|  |                   |

|  | Панголины |
|  |           |
|  | Хищные    |
|  |           |

|  | Китопарнокопытные |
|  |                   |
|  | Непарнокопытные   |
|  |                   |

|  | Панголины |
|  |           |
|  | Хищные    |
|  |           |

|  | Китопарнокопытные |
|  |                   |
|  | Непарнокопытные   |
|  |                   |

|  | Панголины |
|  |           |
|  | Хищные    |
|  |           |

|  | Китопарнокопытные |
|  |                   |
|  | Непарнокопытные   |
|  |                   |

|  | Панголины |
|  |           |
|  | Хищные    |
|  |           |

|  | Китопарнокопытные |
|  |                   |
|  | Непарнокопытные   |
|  |                   |

|  | Панголины |
|  |           |
|  | Хищные    |
|  |           |

|  | Китопарнокопытные |
|  |                   |
|  | Непарнокопытные   |
|  |                   |

|  | Панголины |
|  |           |
|  | Хищные    |
|  |           |

|  | Китопарнокопытные |
|  |                   |
|  | Непарнокопытные   |
|  |                   |

|  | Панголины |
|  |           |
|  | Хищные    |
|  |           |

|  | Китопарнокопытные |
|  |                   |
|  | Непарнокопытные   |
|  |                   |

|  | Панголины |
|  |           |
|  | Хищные    |
|  |           |

|                 | Тупайи                                                  |
|                 |                                                         |
| Приматообразные | \| \| Шерстокрылы \| \| \| \| \| \| Приматы \| \| \| \| |
|                 | \| \| Шерстокрылы \| \| \| \| \| \| Приматы \| \| \| \| |
|                 | Шерстокрылы                                             |
|                 |                                                         |
|                 | Приматы                                                 |
|                 |                                                         |

|  | Шерстокрылы |
|  |             |
|  | Приматы     |
|  |             |

|  | Грызуны       |
|  |               |
|  | Зайцеобразные |
|  |               |

|                 | Тупайи                                                  |
|                 |                                                         |
| Приматообразные | \| \| Шерстокрылы \| \| \| \| \| \| Приматы \| \| \| \| |
|                 | \| \| Шерстокрылы \| \| \| \| \| \| Приматы \| \| \| \| |
|                 | Шерстокрылы                                             |
|                 |                                                         |
|                 | Приматы                                                 |
|                 |                                                         |

|  | Шерстокрылы |
|  |             |
|  | Приматы     |
|  |             |

|  | Грызуны       |
|  |               |
|  | Зайцеобразные |
|  |               |

|  | Китопарнокопытные |
|  |                   |
|  | Непарнокопытные   |
|  |                   |

|  | Панголины |
|  |           |
|  | Хищные    |
|  |           |

|  | Китопарнокопытные |
|  |                   |
|  | Непарнокопытные   |
|  |                   |

|  | Панголины |
|  |           |
|  | Хищные    |
|  |           |

|  | Китопарнокопытные |
|  |                   |
|  | Непарнокопытные   |
|  |                   |

|  | Панголины |
|  |           |
|  | Хищные    |
|  |           |

|  | Китопарнокопытные |
|  |                   |
|  | Непарнокопытные   |
|  |                   |

|  | Панголины |
|  |           |
|  | Хищные    |
|  |           |

|  | Китопарнокопытные |
|  |                   |
|  | Непарнокопытные   |
|  |                   |

|  | Панголины |
|  |           |
|  | Хищные    |
|  |           |

|  | Китопарнокопытные |
|  |                   |
|  | Непарнокопытные   |
|  |                   |

|  | Панголины |
|  |           |
|  | Хищные    |
|  |           |

|  | Китопарнокопытные |
|  |                   |
|  | Непарнокопытные   |
|  |                   |

|  | Панголины |
|  |           |
|  | Хищные    |
|  |           |

|  | Китопарнокопытные |
|  |                   |
|  | Непарнокопытные   |
|  |                   |

|  | Панголины |
|  |           |
|  | Хищные    |
|  |           |

|  | Опоссумы                                                      |
|  |                                                               |
|  | \| \| Australidelphia \| \| \| \| \| \| Ценолесты \| \| \| \| |
|  |                                                               |
|  | Australidelphia                                               |
|  |                                                               |
|  | Ценолесты                                                     |
|  |                                                               |

|  | Australidelphia |
|  |                 |
|  | Ценолесты       |
|  |                 |

|  | Полукопытные      |
|  |                   |
|  | Afroinsectiphilia |
|  |                   |

|  | Броненосцы   |
|  |              |
|  | Неполнозубые |
|  |              |

|  | Полукопытные      |
|  |                   |
|  | Afroinsectiphilia |
|  |                   |

|  | Броненосцы   |
|  |              |
|  | Неполнозубые |
|  |              |

|                 | Тупайи                                                  |
|                 |                                                         |
| Приматообразные | \| \| Шерстокрылы \| \| \| \| \| \| Приматы \| \| \| \| |
|                 | \| \| Шерстокрылы \| \| \| \| \| \| Приматы \| \| \| \| |
|                 | Шерстокрылы                                             |
|                 |                                                         |
|                 | Приматы                                                 |
|                 |                                                         |

|  | Шерстокрылы |
|  |             |
|  | Приматы     |
|  |             |

|  | Грызуны       |
|  |               |
|  | Зайцеобразные |
|  |               |

|                 | Тупайи                                                  |
|                 |                                                         |
| Приматообразные | \| \| Шерстокрылы \| \| \| \| \| \| Приматы \| \| \| \| |
|                 | \| \| Шерстокрылы \| \| \| \| \| \| Приматы \| \| \| \| |
|                 | Шерстокрылы                                             |
|                 |                                                         |
|                 | Приматы                                                 |
|                 |                                                         |

|  | Шерстокрылы |
|  |             |
|  | Приматы     |
|  |             |

|  | Грызуны       |
|  |               |
|  | Зайцеобразные |
|  |               |

|  | Китопарнокопытные |
|  |                   |
|  | Непарнокопытные   |
|  |                   |

|  | Панголины |
|  |           |
|  | Хищные    |
|  |           |

|  | Китопарнокопытные |
|  |                   |
|  | Непарнокопытные   |
|  |                   |

|  | Панголины |
|  |           |
|  | Хищные    |
|  |           |

|  | Китопарнокопытные |
|  |                   |
|  | Непарнокопытные   |
|  |                   |

|  | Панголины |
|  |           |
|  | Хищные    |
|  |           |

|  | Китопарнокопытные |
|  |                   |
|  | Непарнокопытные   |
|  |                   |

|  | Панголины |
|  |           |
|  | Хищные    |
|  |           |

|  | Китопарнокопытные |
|  |                   |
|  | Непарнокопытные   |
|  |                   |

|  | Панголины |
|  |           |
|  | Хищные    |
|  |           |

|  | Китопарнокопытные |
|  |                   |
|  | Непарнокопытные   |
|  |                   |

|  | Панголины |
|  |           |
|  | Хищные    |
|  |           |

|  | Китопарнокопытные |
|  |                   |
|  | Непарнокопытные   |
|  |                   |

|  | Панголины |
|  |           |
|  | Хищные    |
|  |           |

|  | Китопарнокопытные |
|  |                   |
|  | Непарнокопытные   |
|  |                   |

|  | Панголины |
|  |           |
|  | Хищные    |
|  |           |

|                 | Тупайи                                                  |
|                 |                                                         |
| Приматообразные | \| \| Шерстокрылы \| \| \| \| \| \| Приматы \| \| \| \| |
|                 | \| \| Шерстокрылы \| \| \| \| \| \| Приматы \| \| \| \| |
|                 | Шерстокрылы                                             |
|                 |                                                         |
|                 | Приматы                                                 |
|                 |                                                         |

|  | Шерстокрылы |
|  |             |
|  | Приматы     |
|  |             |

|  | Грызуны       |
|  |               |
|  | Зайцеобразные |
|  |               |

|                 | Тупайи                                                  |
|                 |                                                         |
| Приматообразные | \| \| Шерстокрылы \| \| \| \| \| \| Приматы \| \| \| \| |
|                 | \| \| Шерстокрылы \| \| \| \| \| \| Приматы \| \| \| \| |
|                 | Шерстокрылы                                             |
|                 |                                                         |
|                 | Приматы                                                 |
|                 |                                                         |

|  | Шерстокрылы |
|  |             |
|  | Приматы     |
|  |             |

|  | Грызуны       |
|  |               |
|  | Зайцеобразные |
|  |               |

|  | Китопарнокопытные |
|  |                   |
|  | Непарнокопытные   |
|  |                   |

|  | Панголины |
|  |           |
|  | Хищные    |
|  |           |

|  | Китопарнокопытные |
|  |                   |
|  | Непарнокопытные   |
|  |                   |

|  | Панголины |
|  |           |
|  | Хищные    |
|  |           |

|  | Китопарнокопытные |
|  |                   |
|  | Непарнокопытные   |
|  |                   |

|  | Панголины |
|  |           |
|  | Хищные    |
|  |           |

|  | Китопарнокопытные |
|  |                   |
|  | Непарнокопытные   |
|  |                   |

|  | Панголины |
|  |           |
|  | Хищные    |
|  |           |

|  | Китопарнокопытные |
|  |                   |
|  | Непарнокопытные   |
|  |                   |

|  | Панголины |
|  |           |
|  | Хищные    |
|  |           |

|  | Китопарнокопытные |
|  |                   |
|  | Непарнокопытные   |
|  |                   |

|  | Панголины |
|  |           |
|  | Хищные    |
|  |           |

|  | Китопарнокопытные |
|  |                   |
|  | Непарнокопытные   |
|  |                   |

|  | Панголины |
|  |           |
|  | Хищные    |
|  |           |

|  | Китопарнокопытные |
|  |                   |
|  | Непарнокопытные   |
|  |                   |

|  | Панголины |
|  |           |
|  | Хищные    |
|  |           |

|  | Полукопытные      |
|  |                   |
|  | Afroinsectiphilia |
|  |                   |

|  | Броненосцы   |
|  |              |
|  | Неполнозубые |
|  |              |

|  | Полукопытные      |
|  |                   |
|  | Afroinsectiphilia |
|  |                   |

|  | Броненосцы   |
|  |              |
|  | Неполнозубые |
|  |              |

|                 | Тупайи                                                  |
|                 |                                                         |
| Приматообразные | \| \| Шерстокрылы \| \| \| \| \| \| Приматы \| \| \| \| |
|                 | \| \| Шерстокрылы \| \| \| \| \| \| Приматы \| \| \| \| |
|                 | Шерстокрылы                                             |
|                 |                                                         |
|                 | Приматы                                                 |
|                 |                                                         |

|  | Шерстокрылы |
|  |             |
|  | Приматы     |
|  |             |

|  | Грызуны       |
|  |               |
|  | Зайцеобразные |
|  |               |

|                 | Тупайи                                                  |
|                 |                                                         |
| Приматообразные | \| \| Шерстокрылы \| \| \| \| \| \| Приматы \| \| \| \| |
|                 | \| \| Шерстокрылы \| \| \| \| \| \| Приматы \| \| \| \| |
|                 | Шерстокрылы                                             |
|                 |                                                         |
|                 | Приматы                                                 |
|                 |                                                         |

|  | Шерстокрылы |
|  |             |
|  | Приматы     |
|  |             |

|  | Грызуны       |
|  |               |
|  | Зайцеобразные |
|  |               |

|  | Китопарнокопытные |
|  |                   |
|  | Непарнокопытные   |
|  |                   |

|  | Панголины |
|  |           |
|  | Хищные    |
|  |           |

|  | Китопарнокопытные |
|  |                   |
|  | Непарнокопытные   |
|  |                   |

|  | Панголины |
|  |           |
|  | Хищные    |
|  |           |

|  | Китопарнокопытные |
|  |                   |
|  | Непарнокопытные   |
|  |                   |

|  | Панголины |
|  |           |
|  | Хищные    |
|  |           |

|  | Китопарнокопытные |
|  |                   |
|  | Непарнокопытные   |
|  |                   |

|  | Панголины |
|  |           |
|  | Хищные    |
|  |           |

|  | Китопарнокопытные |
|  |                   |
|  | Непарнокопытные   |
|  |                   |

|  | Панголины |
|  |           |
|  | Хищные    |
|  |           |

|  | Китопарнокопытные |
|  |                   |
|  | Непарнокопытные   |
|  |                   |

|  | Панголины |
|  |           |
|  | Хищные    |
|  |           |

|  | Китопарнокопытные |
|  |                   |
|  | Непарнокопытные   |
|  |                   |

|  | Панголины |
|  |           |
|  | Хищные    |
|  |           |

|  | Китопарнокопытные |
|  |                   |
|  | Непарнокопытные   |
|  |                   |

|  | Панголины |
|  |           |
|  | Хищные    |
|  |           |

|                 | Тупайи                                                  |
|                 |                                                         |
| Приматообразные | \| \| Шерстокрылы \| \| \| \| \| \| Приматы \| \| \| \| |
|                 | \| \| Шерстокрылы \| \| \| \| \| \| Приматы \| \| \| \| |
|                 | Шерстокрылы                                             |
|                 |                                                         |
|                 | Приматы                                                 |
|                 |                                                         |

|  | Шерстокрылы |
|  |             |
|  | Приматы     |
|  |             |

|  | Грызуны       |
|  |               |
|  | Зайцеобразные |
|  |               |

|                 | Тупайи                                                  |
|                 |                                                         |
| Приматообразные | \| \| Шерстокрылы \| \| \| \| \| \| Приматы \| \| \| \| |
|                 | \| \| Шерстокрылы \| \| \| \| \| \| Приматы \| \| \| \| |
|                 | Шерстокрылы                                             |
|                 |                                                         |
|                 | Приматы                                                 |
|                 |                                                         |

|  | Шерстокрылы |
|  |             |
|  | Приматы     |
|  |             |

|  | Грызуны       |
|  |               |
|  | Зайцеобразные |
|  |               |

|  | Китопарнокопытные |
|  |                   |
|  | Непарнокопытные   |
|  |                   |

|  | Панголины |
|  |           |
|  | Хищные    |
|  |           |

|  | Китопарнокопытные |
|  |                   |
|  | Непарнокопытные   |
|  |                   |

|  | Панголины |
|  |           |
|  | Хищные    |
|  |           |

|  | Китопарнокопытные |
|  |                   |
|  | Непарнокопытные   |
|  |                   |

|  | Панголины |
|  |           |
|  | Хищные    |
|  |           |

|  | Китопарнокопытные |
|  |                   |
|  | Непарнокопытные   |
|  |                   |

|  | Панголины |
|  |           |
|  | Хищные    |
|  |           |

|  | Китопарнокопытные |
|  |                   |
|  | Непарнокопытные   |
|  |                   |

|  | Панголины |
|  |           |
|  | Хищные    |
|  |           |

|  | Китопарнокопытные |
|  |                   |
|  | Непарнокопытные   |
|  |                   |

|  | Панголины |
|  |           |
|  | Хищные    |
|  |           |

|  | Китопарнокопытные |
|  |                   |
|  | Непарнокопытные   |
|  |                   |

|  | Панголины |
|  |           |
|  | Хищные    |
|  |           |

|  | Китопарнокопытные |
|  |                   |
|  | Непарнокопытные   |
|  |                   |

|  | Панголины |
|  |           |
|  | Хищные    |
|  |           |

|  | Утконосовые |
|  |             |
|  | Ехидновые   |
|  |             |

|  | Опоссумы                                                      |
|  |                                                               |
|  | \| \| Australidelphia \| \| \| \| \| \| Ценолесты \| \| \| \| |
|  |                                                               |
|  | Australidelphia                                               |
|  |                                                               |
|  | Ценолесты                                                     |
|  |                                                               |

|  | Australidelphia |
|  |                 |
|  | Ценолесты       |
|  |                 |

|  | Полукопытные      |
|  |                   |
|  | Afroinsectiphilia |
|  |                   |

|  | Броненосцы   |
|  |              |
|  | Неполнозубые |
|  |              |

|  | Полукопытные      |
|  |                   |
|  | Afroinsectiphilia |
|  |                   |

|  | Броненосцы   |
|  |              |
|  | Неполнозубые |
|  |              |

|                 | Тупайи                                                  |
|                 |                                                         |
| Приматообразные | \| \| Шерстокрылы \| \| \| \| \| \| Приматы \| \| \| \| |
|                 | \| \| Шерстокрылы \| \| \| \| \| \| Приматы \| \| \| \| |
|                 | Шерстокрылы                                             |
|                 |                                                         |
|                 | Приматы                                                 |
|                 |                                                         |

|  | Шерстокрылы |
|  |             |
|  | Приматы     |
|  |             |

|  | Грызуны       |
|  |               |
|  | Зайцеобразные |
|  |               |

|                 | Тупайи                                                  |
|                 |                                                         |
| Приматообразные | \| \| Шерстокрылы \| \| \| \| \| \| Приматы \| \| \| \| |
|                 | \| \| Шерстокрылы \| \| \| \| \| \| Приматы \| \| \| \| |
|                 | Шерстокрылы                                             |
|                 |                                                         |
|                 | Приматы                                                 |
|                 |                                                         |

|  | Шерстокрылы |
|  |             |
|  | Приматы     |
|  |             |

|  | Грызуны       |
|  |               |
|  | Зайцеобразные |
|  |               |

|  | Китопарнокопытные |
|  |                   |
|  | Непарнокопытные   |
|  |                   |

|  | Панголины |
|  |           |
|  | Хищные    |
|  |           |

|  | Китопарнокопытные |
|  |                   |
|  | Непарнокопытные   |
|  |                   |

|  | Панголины |
|  |           |
|  | Хищные    |
|  |           |

|  | Китопарнокопытные |
|  |                   |
|  | Непарнокопытные   |
|  |                   |

|  | Панголины |
|  |           |
|  | Хищные    |
|  |           |

|  | Китопарнокопытные |
|  |                   |
|  | Непарнокопытные   |
|  |                   |

|  | Панголины |
|  |           |
|  | Хищные    |
|  |           |

|  | Китопарнокопытные |
|  |                   |
|  | Непарнокопытные   |
|  |                   |

|  | Панголины |
|  |           |
|  | Хищные    |
|  |           |

|  | Китопарнокопытные |
|  |                   |
|  | Непарнокопытные   |
|  |                   |

|  | Панголины |
|  |           |
|  | Хищные    |
|  |           |

|  | Китопарнокопытные |
|  |                   |
|  | Непарнокопытные   |
|  |                   |

|  | Панголины |
|  |           |
|  | Хищные    |
|  |           |

|  | Китопарнокопытные |
|  |                   |
|  | Непарнокопытные   |
|  |                   |

|  | Панголины |
|  |           |
|  | Хищные    |
|  |           |

|                 | Тупайи                                                  |
|                 |                                                         |
| Приматообразные | \| \| Шерстокрылы \| \| \| \| \| \| Приматы \| \| \| \| |
|                 | \| \| Шерстокрылы \| \| \| \| \| \| Приматы \| \| \| \| |
|                 | Шерстокрылы                                             |
|                 |                                                         |
|                 | Приматы                                                 |
|                 |                                                         |

|  | Шерстокрылы |
|  |             |
|  | Приматы     |
|  |             |

|  | Грызуны       |
|  |               |
|  | Зайцеобразные |
|  |               |

|                 | Тупайи                                                  |
|                 |                                                         |
| Приматообразные | \| \| Шерстокрылы \| \| \| \| \| \| Приматы \| \| \| \| |
|                 | \| \| Шерстокрылы \| \| \| \| \| \| Приматы \| \| \| \| |
|                 | Шерстокрылы                                             |
|                 |                                                         |
|                 | Приматы                                                 |
|                 |                                                         |

|  | Шерстокрылы |
|  |             |
|  | Приматы     |
|  |             |

|  | Грызуны       |
|  |               |
|  | Зайцеобразные |
|  |               |

|  | Китопарнокопытные |
|  |                   |
|  | Непарнокопытные   |
|  |                   |

|  | Панголины |
|  |           |
|  | Хищные    |
|  |           |

|  | Китопарнокопытные |
|  |                   |
|  | Непарнокопытные   |
|  |                   |

|  | Панголины |
|  |           |
|  | Хищные    |
|  |           |

|  | Китопарнокопытные |
|  |                   |
|  | Непарнокопытные   |
|  |                   |

|  | Панголины |
|  |           |
|  | Хищные    |
|  |           |

|  | Китопарнокопытные |
|  |                   |
|  | Непарнокопытные   |
|  |                   |

|  | Панголины |
|  |           |
|  | Хищные    |
|  |           |

|  | Китопарнокопытные |
|  |                   |
|  | Непарнокопытные   |
|  |                   |

|  | Панголины |
|  |           |
|  | Хищные    |
|  |           |

|  | Китопарнокопытные |
|  |                   |
|  | Непарнокопытные   |
|  |                   |

|  | Панголины |
|  |           |
|  | Хищные    |
|  |           |

|  | Китопарнокопытные |
|  |                   |
|  | Непарнокопытные   |
|  |                   |

|  | Панголины |
|  |           |
|  | Хищные    |
|  |           |

|  | Китопарнокопытные |
|  |                   |
|  | Непарнокопытные   |
|  |                   |

|  | Панголины |
|  |           |
|  | Хищные    |
|  |           |

|  | Полукопытные      |
|  |                   |
|  | Afroinsectiphilia |
|  |                   |

|  | Броненосцы   |
|  |              |
|  | Неполнозубые |
|  |              |

|  | Полукопытные      |
|  |                   |
|  | Afroinsectiphilia |
|  |                   |

|  | Броненосцы   |
|  |              |
|  | Неполнозубые |
|  |              |

|                 | Тупайи                                                  |
|                 |                                                         |
| Приматообразные | \| \| Шерстокрылы \| \| \| \| \| \| Приматы \| \| \| \| |
|                 | \| \| Шерстокрылы \| \| \| \| \| \| Приматы \| \| \| \| |
|                 | Шерстокрылы                                             |
|                 |                                                         |
|                 | Приматы                                                 |
|                 |                                                         |

|  | Шерстокрылы |
|  |             |
|  | Приматы     |
|  |             |

|  | Грызуны       |
|  |               |
|  | Зайцеобразные |
|  |               |

|                 | Тупайи                                                  |
|                 |                                                         |
| Приматообразные | \| \| Шерстокрылы \| \| \| \| \| \| Приматы \| \| \| \| |
|                 | \| \| Шерстокрылы \| \| \| \| \| \| Приматы \| \| \| \| |
|                 | Шерстокрылы                                             |
|                 |                                                         |
|                 | Приматы                                                 |
|                 |                                                         |

|  | Шерстокрылы |
|  |             |
|  | Приматы     |
|  |             |

|  | Грызуны       |
|  |               |
|  | Зайцеобразные |
|  |               |

|  | Китопарнокопытные |
|  |                   |
|  | Непарнокопытные   |
|  |                   |

|  | Панголины |
|  |           |
|  | Хищные    |
|  |           |

|  | Китопарнокопытные |
|  |                   |
|  | Непарнокопытные   |
|  |                   |

|  | Панголины |
|  |           |
|  | Хищные    |
|  |           |

|  | Китопарнокопытные |
|  |                   |
|  | Непарнокопытные   |
|  |                   |

|  | Панголины |
|  |           |
|  | Хищные    |
|  |           |

|  | Китопарнокопытные |
|  |                   |
|  | Непарнокопытные   |
|  |                   |

|  | Панголины |
|  |           |
|  | Хищные    |
|  |           |

|  | Китопарнокопытные |
|  |                   |
|  | Непарнокопытные   |
|  |                   |

|  | Панголины |
|  |           |
|  | Хищные    |
|  |           |

|  | Китопарнокопытные |
|  |                   |
|  | Непарнокопытные   |
|  |                   |

|  | Панголины |
|  |           |
|  | Хищные    |
|  |           |

|  | Китопарнокопытные |
|  |                   |
|  | Непарнокопытные   |
|  |                   |

|  | Панголины |
|  |           |
|  | Хищные    |
|  |           |

|  | Китопарнокопытные |
|  |                   |
|  | Непарнокопытные   |
|  |                   |

|  | Панголины |
|  |           |
|  | Хищные    |
|  |           |

|                 | Тупайи                                                  |
|                 |                                                         |
| Приматообразные | \| \| Шерстокрылы \| \| \| \| \| \| Приматы \| \| \| \| |
|                 | \| \| Шерстокрылы \| \| \| \| \| \| Приматы \| \| \| \| |
|                 | Шерстокрылы                                             |
|                 |                                                         |
|                 | Приматы                                                 |
|                 |                                                         |

|  | Шерстокрылы |
|  |             |
|  | Приматы     |
|  |             |

|  | Грызуны       |
|  |               |
|  | Зайцеобразные |
|  |               |

|                 | Тупайи                                                  |
|                 |                                                         |
| Приматообразные | \| \| Шерстокрылы \| \| \| \| \| \| Приматы \| \| \| \| |
|                 | \| \| Шерстокрылы \| \| \| \| \| \| Приматы \| \| \| \| |
|                 | Шерстокрылы                                             |
|                 |                                                         |
|                 | Приматы                                                 |
|                 |                                                         |

|  | Шерстокрылы |
|  |             |
|  | Приматы     |
|  |             |

|  | Грызуны       |
|  |               |
|  | Зайцеобразные |
|  |               |

|  | Китопарнокопытные |
|  |                   |
|  | Непарнокопытные   |
|  |                   |

|  | Панголины |
|  |           |
|  | Хищные    |
|  |           |

|  | Китопарнокопытные |
|  |                   |
|  | Непарнокопытные   |
|  |                   |

|  | Панголины |
|  |           |
|  | Хищные    |
|  |           |

|  | Китопарнокопытные |
|  |                   |
|  | Непарнокопытные   |
|  |                   |

|  | Панголины |
|  |           |
|  | Хищные    |
|  |           |

|  | Китопарнокопытные |
|  |                   |
|  | Непарнокопытные   |
|  |                   |

|  | Панголины |
|  |           |
|  | Хищные    |
|  |           |

|  | Китопарнокопытные |
|  |                   |
|  | Непарнокопытные   |
|  |                   |

|  | Панголины |
|  |           |
|  | Хищные    |
|  |           |

|  | Китопарнокопытные |
|  |                   |
|  | Непарнокопытные   |
|  |                   |

|  | Панголины |
|  |           |
|  | Хищные    |
|  |           |

|  | Китопарнокопытные |
|  |                   |
|  | Непарнокопытные   |
|  |                   |

|  | Панголины |
|  |           |
|  | Хищные    |
|  |           |

|  | Китопарнокопытные |
|  |                   |
|  | Непарнокопытные   |
|  |                   |

|  | Панголины |
|  |           |
|  | Хищные    |
|  |           |

|  | Опоссумы                                                      |
|  |                                                               |
|  | \| \| Australidelphia \| \| \| \| \| \| Ценолесты \| \| \| \| |
|  |                                                               |
|  | Australidelphia                                               |
|  |                                                               |
|  | Ценолесты                                                     |
|  |                                                               |

|  | Australidelphia |
|  |                 |
|  | Ценолесты       |
|  |                 |

|  | Полукопытные      |
|  |                   |
|  | Afroinsectiphilia |
|  |                   |

|  | Броненосцы   |
|  |              |
|  | Неполнозубые |
|  |              |

|  | Полукопытные      |
|  |                   |
|  | Afroinsectiphilia |
|  |                   |

|  | Броненосцы   |
|  |              |
|  | Неполнозубые |
|  |              |

|                 | Тупайи                                                  |
|                 |                                                         |
| Приматообразные | \| \| Шерстокрылы \| \| \| \| \| \| Приматы \| \| \| \| |
|                 | \| \| Шерстокрылы \| \| \| \| \| \| Приматы \| \| \| \| |
|                 | Шерстокрылы                                             |
|                 |                                                         |
|                 | Приматы                                                 |
|                 |                                                         |

|  | Шерстокрылы |
|  |             |
|  | Приматы     |
|  |             |

|  | Грызуны       |
|  |               |
|  | Зайцеобразные |
|  |               |

|                 | Тупайи                                                  |
|                 |                                                         |
| Приматообразные | \| \| Шерстокрылы \| \| \| \| \| \| Приматы \| \| \| \| |
|                 | \| \| Шерстокрылы \| \| \| \| \| \| Приматы \| \| \| \| |
|                 | Шерстокрылы                                             |
|                 |                                                         |
|                 | Приматы                                                 |
|                 |                                                         |

|  | Шерстокрылы |
|  |             |
|  | Приматы     |
|  |             |

|  | Грызуны       |
|  |               |
|  | Зайцеобразные |
|  |               |

|  | Китопарнокопытные |
|  |                   |
|  | Непарнокопытные   |
|  |                   |

|  | Панголины |
|  |           |
|  | Хищные    |
|  |           |

|  | Китопарнокопытные |
|  |                   |
|  | Непарнокопытные   |
|  |                   |

|  | Панголины |
|  |           |
|  | Хищные    |
|  |           |

|  | Китопарнокопытные |
|  |                   |
|  | Непарнокопытные   |
|  |                   |

|  | Панголины |
|  |           |
|  | Хищные    |
|  |           |

|  | Китопарнокопытные |
|  |                   |
|  | Непарнокопытные   |
|  |                   |

|  | Панголины |
|  |           |
|  | Хищные    |
|  |           |

|  | Китопарнокопытные |
|  |                   |
|  | Непарнокопытные   |
|  |                   |

|  | Панголины |
|  |           |
|  | Хищные    |
|  |           |

|  | Китопарнокопытные |
|  |                   |
|  | Непарнокопытные   |
|  |                   |

|  | Панголины |
|  |           |
|  | Хищные    |
|  |           |

|  | Китопарнокопытные |
|  |                   |
|  | Непарнокопытные   |
|  |                   |

|  | Панголины |
|  |           |
|  | Хищные    |
|  |           |

|  | Китопарнокопытные |
|  |                   |
|  | Непарнокопытные   |
|  |                   |

|  | Панголины |
|  |           |
|  | Хищные    |
|  |           |

|                 | Тупайи                                                  |
|                 |                                                         |
| Приматообразные | \| \| Шерстокрылы \| \| \| \| \| \| Приматы \| \| \| \| |
|                 | \| \| Шерстокрылы \| \| \| \| \| \| Приматы \| \| \| \| |
|                 | Шерстокрылы                                             |
|                 |                                                         |
|                 | Приматы                                                 |
|                 |                                                         |

|  | Шерстокрылы |
|  |             |
|  | Приматы     |
|  |             |

|  | Грызуны       |
|  |               |
|  | Зайцеобразные |
|  |               |

|                 | Тупайи                                                  |
|                 |                                                         |
| Приматообразные | \| \| Шерстокрылы \| \| \| \| \| \| Приматы \| \| \| \| |
|                 | \| \| Шерстокрылы \| \| \| \| \| \| Приматы \| \| \| \| |
|                 | Шерстокрылы                                             |
|                 |                                                         |
|                 | Приматы                                                 |
|                 |                                                         |

|  | Шерстокрылы |
|  |             |
|  | Приматы     |
|  |             |

|  | Грызуны       |
|  |               |
|  | Зайцеобразные |
|  |               |

|  | Китопарнокопытные |
|  |                   |
|  | Непарнокопытные   |
|  |                   |

|  | Панголины |
|  |           |
|  | Хищные    |
|  |           |

|  | Китопарнокопытные |
|  |                   |
|  | Непарнокопытные   |
|  |                   |

|  | Панголины |
|  |           |
|  | Хищные    |
|  |           |

|  | Китопарнокопытные |
|  |                   |
|  | Непарнокопытные   |
|  |                   |

|  | Панголины |
|  |           |
|  | Хищные    |
|  |           |

|  | Китопарнокопытные |
|  |                   |
|  | Непарнокопытные   |
|  |                   |

|  | Панголины |
|  |           |
|  | Хищные    |
|  |           |

|  | Китопарнокопытные |
|  |                   |
|  | Непарнокопытные   |
|  |                   |

|  | Панголины |
|  |           |
|  | Хищные    |
|  |           |

|  | Китопарнокопытные |
|  |                   |
|  | Непарнокопытные   |
|  |                   |

|  | Панголины |
|  |           |
|  | Хищные    |
|  |           |

|  | Китопарнокопытные |
|  |                   |
|  | Непарнокопытные   |
|  |                   |

|  | Панголины |
|  |           |
|  | Хищные    |
|  |           |

|  | Китопарнокопытные |
|  |                   |
|  | Непарнокопытные   |
|  |                   |

|  | Панголины |
|  |           |
|  | Хищные    |
|  |           |

|  | Полукопытные      |
|  |                   |
|  | Afroinsectiphilia |
|  |                   |

|  | Броненосцы   |
|  |              |
|  | Неполнозубые |
|  |              |

|  | Полукопытные      |
|  |                   |
|  | Afroinsectiphilia |
|  |                   |

|  | Броненосцы   |
|  |              |
|  | Неполнозубые |
|  |              |

|                 | Тупайи                                                  |
|                 |                                                         |
| Приматообразные | \| \| Шерстокрылы \| \| \| \| \| \| Приматы \| \| \| \| |
|                 | \| \| Шерстокрылы \| \| \| \| \| \| Приматы \| \| \| \| |
|                 | Шерстокрылы                                             |
|                 |                                                         |
|                 | Приматы                                                 |
|                 |                                                         |

|  | Шерстокрылы |
|  |             |
|  | Приматы     |
|  |             |

|  | Грызуны       |
|  |               |
|  | Зайцеобразные |
|  |               |

|                 | Тупайи                                                  |
|                 |                                                         |
| Приматообразные | \| \| Шерстокрылы \| \| \| \| \| \| Приматы \| \| \| \| |
|                 | \| \| Шерстокрылы \| \| \| \| \| \| Приматы \| \| \| \| |
|                 | Шерстокрылы                                             |
|                 |                                                         |
|                 | Приматы                                                 |
|                 |                                                         |

|  | Шерстокрылы |
|  |             |
|  | Приматы     |
|  |             |

|  | Грызуны       |
|  |               |
|  | Зайцеобразные |
|  |               |

|  | Китопарнокопытные |
|  |                   |
|  | Непарнокопытные   |
|  |                   |

|  | Панголины |
|  |           |
|  | Хищные    |
|  |           |

|  | Китопарнокопытные |
|  |                   |
|  | Непарнокопытные   |
|  |                   |

|  | Панголины |
|  |           |
|  | Хищные    |
|  |           |

|  | Китопарнокопытные |
|  |                   |
|  | Непарнокопытные   |
|  |                   |

|  | Панголины |
|  |           |
|  | Хищные    |
|  |           |

|  | Китопарнокопытные |
|  |                   |
|  | Непарнокопытные   |
|  |                   |

|  | Панголины |
|  |           |
|  | Хищные    |
|  |           |

|  | Китопарнокопытные |
|  |                   |
|  | Непарнокопытные   |
|  |                   |

|  | Панголины |
|  |           |
|  | Хищные    |
|  |           |

|  | Китопарнокопытные |
|  |                   |
|  | Непарнокопытные   |
|  |                   |

|  | Панголины |
|  |           |
|  | Хищные    |
|  |           |

|  | Китопарнокопытные |
|  |                   |
|  | Непарнокопытные   |
|  |                   |

|  | Панголины |
|  |           |
|  | Хищные    |
|  |           |

|  | Китопарнокопытные |
|  |                   |
|  | Непарнокопытные   |
|  |                   |

|  | Панголины |
|  |           |
|  | Хищные    |
|  |           |

|                 | Тупайи                                                  |
|                 |                                                         |
| Приматообразные | \| \| Шерстокрылы \| \| \| \| \| \| Приматы \| \| \| \| |
|                 | \| \| Шерстокрылы \| \| \| \| \| \| Приматы \| \| \| \| |
|                 | Шерстокрылы                                             |
|                 |                                                         |
|                 | Приматы                                                 |
|                 |                                                         |

|  | Шерстокрылы |
|  |             |
|  | Приматы     |
|  |             |

|  | Грызуны       |
|  |               |
|  | Зайцеобразные |
|  |               |

|                 | Тупайи                                                  |
|                 |                                                         |
| Приматообразные | \| \| Шерстокрылы \| \| \| \| \| \| Приматы \| \| \| \| |
|                 | \| \| Шерстокрылы \| \| \| \| \| \| Приматы \| \| \| \| |
|                 | Шерстокрылы                                             |
|                 |                                                         |
|                 | Приматы                                                 |
|                 |                                                         |

|  | Шерстокрылы |
|  |             |
|  | Приматы     |
|  |             |

|  | Грызуны       |
|  |               |
|  | Зайцеобразные |
|  |               |

|  | Китопарнокопытные |
|  |                   |
|  | Непарнокопытные   |
|  |                   |

|  | Панголины |
|  |           |
|  | Хищные    |
|  |           |

|  | Китопарнокопытные |
|  |                   |
|  | Непарнокопытные   |
|  |                   |

|  | Панголины |
|  |           |
|  | Хищные    |
|  |           |

|  | Китопарнокопытные |
|  |                   |
|  | Непарнокопытные   |
|  |                   |

|  | Панголины |
|  |           |
|  | Хищные    |
|  |           |

|  | Китопарнокопытные |
|  |                   |
|  | Непарнокопытные   |
|  |                   |

|  | Панголины |
|  |           |
|  | Хищные    |
|  |           |

|  | Китопарнокопытные |
|  |                   |
|  | Непарнокопытные   |
|  |                   |

|  | Панголины |
|  |           |
|  | Хищные    |
|  |           |

|  | Китопарнокопытные |
|  |                   |
|  | Непарнокопытные   |
|  |                   |

|  | Панголины |
|  |           |
|  | Хищные    |
|  |           |

|  | Китопарнокопытные |
|  |                   |
|  | Непарнокопытные   |
|  |                   |

|  | Панголины |
|  |           |
|  | Хищные    |
|  |           |

|  | Китопарнокопытные |
|  |                   |
|  | Непарнокопытные   |
|  |                   |

|  | Панголины |
|  |           |
|  | Хищные    |
|  |           |

## Внешний вид
По размерам и внешнему облику млекопитающие очень разнообразны. Хотя у их подавляющего большинства тело, как и у других амниот, чётко расчленено на голову, шею, туловище, две пары конечностей и хвост, форма и соотношение этих частей тела у разных видов варьируют, отражая приспособления к среде обитания и преобладающему характеру движений. Хорошо известны как непропорционально длинная шея жирафа, позволяющая ему срывать листья и молодые побеги с крон деревьев, так и полное отсутствие шейного перехвата у китообразных. Сильно варьирует и относительная длина хвоста: если у длиннохвостого ящера (Manis tetradactyla) и длинноухого тушканчика (Euchoreutes naso) он в два раза длиннее туловища, то у даманов, тонкого лори и всех гоминоидов хвост полностью отсутствует. Форма головы, в частности соотношение его лицевой и мозговой частей, зависит от принимаемой пищи. Так, более коротка лицевая часть у хищных и грызунов, которым требуется большая сила сжатия челюстей и, соответственно, меньшая длина рычага сопротивления. Напротив, челюсти относительно удлиняются у роющих (свиньи), растительноядных (жвачные), требующих увеличения поверхности перетирания пищи, и захватывающих большие объёмы зверей (усатые киты).
Наиболее сильно по внешнему облику от других млекопитающих уклонились рукокрылые, у которых передние конечности видоизменились в крылья, а также сирены и китообразные, передние конечности которых после перехода к водному образу жизни превратились в плавники, а задние исчезли. Поэтому в народной систематике и ранних научных зоологических классификациях рукокрылые и киты не включались в состав группы «звери». Только в 1693 г. Дж. Рэй со всей определённостью включил рукокрылых и китов в состав той группировки, которую ныне называют «млекопитающими».
Сильно различаются млекопитающие также по массе и размерам тела. Абсолютные рекордсмены:
- карликовая многозубка (Suncus etruscus) — самое мелкое из современных млекопитающих: масса 1,2—1,7 г, длина тела 3,8—4,5 см[51];
- саванный слон (Loxodonta africana) — самое крупное из современных наземных позвоночных: старые самцы достигают массы 5 т при высоте в плечах 4 м (несколько выше его — за счёт длинной шеи — жираф (Giraffa camelopardalis), высота которого от земли до лба достигает 4,8—5,8 м, но масса — около 750 кг)[58];
- белый медведь (Ursus maritimus) — крупнейший наземный хищник планеты после гребнистого крокодила[59]: его масса может достигать 800 кг, хотя средний вес самца — «всего» 400—450 кг. Длина тела 200—250 см, высота в холке 130—150 см[59].
- синий кит (Balaenoptera musculus) — крупнейшее из когда-либо существовавших на Земле животных: в 1926 году в районе Южных Шетландских островов была добыта самка длиной 33 м и массой свыше 150 т (средние же размеры самок синего кита составляют 24,5 м, самцов — чуть меньше)[60].

|  |  |  |

|  |  |

## Анатомия и физиология

### Покровная система
Кожа млекопитающих отличается значительной толщиной и сильным развитием кожных желёз и роговых образований. Как и у других позвоночных, она состоит из двух слоёв: верхнего эктодермального (эпидермис) и нижнего мезодермального (дерма).
Для млекопитающих весьма характерны роговые образования эпидермального происхождения: волосы, когти, ногти, копыта, рога и чешуйки. При этом волосы — образование, присущее исключительно млекопитающим и, по-видимому, наиболее продвинутым терапсидам; оно не гомологично каким-либо производным кожи других амниот. Главная функция волос — теплоизоляция, хотя толчком для появления волосяного покрова послужила, скорее всего, осязательная функция. Помимо термоизолирующей и осязательной функций, волосы защищают кожу от повреждений и паразитов, улучшают аэро- и гидродинамические свойства тела, обеспечивают видоспецифичность окраски. Значительная редукция или полное отсутствие волос у ряда млекопитающих (слоны, сирены, некоторые носороги, гиппопотамы, китообразные, люди) носят вторичный характер.
У большинства млекопитающих концевые фаланги пальцев защищены когтями, видоизменениями которых являются плоские ногти, имеющиеся у многих приматов, и копыта, характерные для копытных (кроме уже упомянутых китообразных). Многие млекопитающие имеют на хвосте или конечностях роговые чешуйки, а у панголинов и броненосцев крупная роговая чешуя, вполне гомологичная имеющейся у пресмыкающихся, покрывает всё тело. Для ряда млекопитающих (арсинойтерий, носороги, вилороговые, полорогие) характерно наличие такого «оборудования», как рога; обычно это — массивные разрастания ороговевшего эпителия, используемые для защиты и нападения. Рога представителей вымершего отряда эмбритопод были образованы не кератином, а костной тканью

### Экзокринная система
Экзокринную систему образуют железы внешней секреции, выделяющие вырабатываемый ими секрет через выводные протоки на поверхность тела или слизистых оболочек внутренних органов (например, функции таких желёз выполняют слюнные железы, печень и поджелудочная железа, секреты которых, попадая в пищеварительный тракт, играют важную роль в ходе пищеварения).
Характерной особенностью млекопитающих является сильное развитие кожных желёз, которую они унаследовали через своих синапсидных предков от земноводных. К их числу относятся сальные и потовые железы, развитие которых было связано с появлением волосяного покрова. Видоизменениями потовых желёз по своему происхождению являются млечные железы, которые в качестве секрета выделяют молоко — основную пищу детёнышей млекопитающих. У представителей сумчатых и плацентарных протоки млечных желёз открываются на сосках (млечные железы однопроходных сосков не имеют). Число сосков может варьировать у разных видов от 2 до 24, причём у многих копытных соски сливаются в единое вымя.

### Скелет
Подобно другим позвоночным, млекопитающие имеют внутренний скелет (у броненосцев есть и внешний скелет в виде панциря — как дополнение к внутреннему). Скелет включает череп, позвоночник, грудную клетку, пояса верхних и нижних конечностей и сами конечности.
Череп млекопитающих имеет относительно крупную мозговую коробку, уже у позднетриасового морганукодона она в 3—4 раза крупнее, чем у терапсид того же размера. Из-за срастания некоторых костей между собой число отдельных костей в черепе меньше, чем у других позвоночных. У млекопитающих отсутствуют предлобные, залобные кости и теменное отверстие. На поверхности лобных и теменных костей от вершин заглазничных отростков тянутся два черепных гребня, которые иногда сливаться в единый стреловидный гребень, особенно развитый у хищных. Для черепной коробки млекопитающих характерно наличие скуловой дуги, образованной скуловой костью и скуловым отростком чешуйчатой кости (для высших приматов правильнее говорить о чешуйчатой части височной кости: последняя формируется при взрослении особей путём срастания чешуйчатой, барабанной и каменистой костей), и причленение черепа к первому шейному позвонку (атланту) при помощи двух мыщелков, образованных боковыми затылочными, реже дополнительно основной затылочной костями. Верхние челюсти образованы верхнечелюстными и межчелюстными костями; только на них расположены верхние зубы. Нёбные отростки верхнечелюстных костей вместе с нёбными костями образуют также характерное для млекопитающих вторичное костное нёбо, а нижняя челюсть у них представлена лишь парными зубными костями, образующими сустав напрямую с чешуйчатой костью скуловой дуги. Переднее носовое отверстие непарное. Только млекопитающим свойственна расположенная в дне черепа парная барабанная кость; имеющиеся в черепе рептилий и немаммальных синапсид сочленовная и квадратная кости становятся у млекопитающих элементами среднего уха — молоточком и наковальней.
Характерные черты в строении позвоночного столба млекопитающих: плоские поверхности позвонков (платицельные позвонки), между которыми располагаются хрящевые диски; условное расчленение позвоночника на пять отделов — шейный, грудной, поясничный, крестцовый и хвостовой (крестца нет лишь у современных китообразных); постоянное число шейных позвонков — 7 (как исключение, оно равно 6 у ламантина, а у некоторых ленивцев число шейных позвонков варьирует: у ленивца Гоффмана — от 5 до 6, у трёхпалых ленивцев — от 8 до 10). Грудной отдел позвоночника у млекопитающих чаще всего состоит из 12—15, поясничный — из 2—9, крестцовый — из 1—9 позвонков; сильнее всего варьирует число хвостовых позвонков: от 3 у гиббоновых до 49 у длиннохвостого ящера. К передним грудным позвонкам причленяются рёбра, соединённые с грудиной и образующие вместе с ней грудную клетку.
Пояс передних конечностей млекопитающих обычно состоит из двух лопаток и двух ключиц; последние, впрочем, нередко редуцированы или вовсе отсутствуют. У однопроходных имеется ещё коракоид, который у остальных млекопитающих рудиментарен и прирастает к лопатке. В типичном случае каждая из причленённых к этому поясу передних конечностей состоит из плеча, предплечья и кисти; последняя включают запястье, пясть и пальцы, которые обычно состоят из двух-трёх фаланг (однако у китообразных число фаланг увеличено и достигает 13—14). Пояс задних конечностей у млекопитающих, как правило, состоит из парных лобковых, седалищных и подвздошных костей; в состав каждой из задних конечностей входят бедро, голень и стопа (включающая предплюсну, плюсну и кости пальцев). В зависимости от образа жизни конечности млекопитающих претерпевают различные преобразования: у наземных форм значительно удлиняются бедро и голень, а у водных форм они укорочены, но удлинены фаланги пальцев.

### Мускулатура
Высокодифференцированная мышечная система млекопитающих обеспечивает выполнение разнообразных движений и имеет в разных отрядах и семействах существенные особенности в зависимости от характерных способов передвижения. Среди скелетных мышц, наибольшее развитие получили мышцы конечностей; перемещение конечностей под тело (у рептилий и ранних синапсид они располагались по бокам тела) увеличило величину шага и эффективность работы мышц. Характерным анатомическим признаком млекопитающих является также наличие куполообразной мышцы — диафрагмы, которая разделяет грудную и брюшную полости; её возникновение позволило резко интенсифицировать вентиляцию лёгких.
У млекопитающих хорошо развита жевательная мускулатура, обеспечивающая захват и механическую обработку пищи, и подкожная мускулатура, участвующая в терморегуляции (управляет движением волосяного покрова) и общении животных (отвечает за мимику, особенно развитую у хищных и приматов). Все перечисленные виды мышц относятся к группе поперечно-полосатых; мышцы же внутренних органов являются, как правило, гладкими. Особая сердечная мышечная ткань имеется в сердце (подробнее см. раздел «Кровеносная система»).

### Нервная система
Нервная ткань млекопитающих, как и у других позвоночных, эктодермального происхождения и состоит из нервных клеток (нейронов) и вспомогательных клеток — нейроглии. Нейроны образуют многочисленные контакты (синапсы) друг с другом и осуществляют генерирование и распространение нервных импульсов; таким образом, нейрон — структурная и функциональная единица нервной системы. Саму же нервную ткань подразделяют на серое вещество, образованное телами нейронов и немиелинизированными нервными волокнами, и белое вещество, образованное миелинизированными нервными волокнами. Нервный импульс распространяется по нервным волокнам и передаётся от нейрона к нейрону посредством особого рода межклеточных контактов — синапсов. Почти у всех млекопитающих синаптическая передача осуществляется с помощью химических соединений самой разной природы — нейромедиаторов, а не электрических сигналов.
Как и у других позвоночных, нервную систему млекопитающих по морфологическим признакам делят на центральную, включающую головной и спинной мозг, и периферическую, которая слагается отходящими от головного и спинного мозга нервами.
В структурно-функциональном плане нервную систему подразделяют на соматическую, иннервирующую скелетную мускулатуру и органы чувств, и вегетативную, иннервирующую внутренние органы, кровеносные и лимфатические сосуды; резкого разграничения между данными системами не наблюдается.
Относительные размеры головного мозга у млекопитающих очень велики: по массе он в 3—15 раз превосходит спинной мозг (у рептилий их масса примерно одинакова). Головной мозг млекопитающих включает пять отделов: передний (или конечный), промежуточный, средний, продолговатый мозг и мозжечок, из них особенно развиты первый и последний. Разросшаяся кора полушарий образовала вторичный мозговой свод (неопаллиум), накрывший собой весь мозг.
Для спинного мозга млекопитающих характерен своеобразный характер залегания серого вещества, при котором оно образует в поперечном сечении фигуру «бабочки» с боковыми выступами — «рогами». У млекопитающих имеется особый пирамидный путь, идущий от двигательной зоны коры больших полушарий прямо к эфферентным нейронам продолговатого и спинного мозга.
Периферическую нервную систему млекопитающих образуют черепные и спинномозговые нервы, отходящие соответственно от головного и спинного мозга, а также их ответвления (всего в организме млекопитающего насчитывают свыше 200 нервов вместе с их ответвлениями). У млекопитающих, как и у других амниот, имеется 12 пар черепных нервов; число спинномозговых нервов значительно больше (у человека — 31 пара).
Большинство (11 пар из 12) черепных и часть спинномозговых нервов функционально относят к соматической нервной системе, эти нервы иннервируют кожу, суставы, скелетные мышцы и органы чувств. Другую часть спинномозговых нервов, а также в значительной степени блуждающий нерв функционально относят к вегетативной нервной системе. Морфологически и функционально разделяют симпатическую и парасимпатическую вегетативную нервную систему. В случае первой из них центры локализованы только в спинном мозге. Для парасимпатической системы ситуация обратная: ганглии лежат недалеко от иннервируемых органов или даже в их стенках; центры расположены в крестцовом отделе спинного мозга и в головном мозге. При этом если у рыб симпатическая и парасимпатическая системы делят органы между собой, то у четвероногих (и, в частности, у млекопитающих) их области иннервации накладываются друг на друга вплоть до полного взаимного перекрывания.

### Органы чувств
Органы зрения у млекопитающих развиты, как правило, достаточно хорошо, хотя и имеют в их жизни меньшее значение, чем у птиц. Внутрь глаза отражённый от объектов свет проникает через зрачок. Хрусталик фокусирует лучи света на сетчатке глаза, а окружающие хрусталик мышцы заставляют его изменять форму, обеспечивая аккомодацию глаза. В отличие от пресмыкающихся и птиц, у млекопитающих при аккомодации расстояние между хрусталиком и сетчаткой не изменяется, а у мелких грызунов (полёвки, мыши) из-за незначительности обзора способность к аккомодации практически утрачена. Восприятие света обеспечивают находящиеся на сетчатке фоторецепторы: палочки отвечают только за восприятие света, а колбочки обеспечивают цветоразличение. Впрочем, цветовое зрение у млекопитающих развито слабее, чем у птиц, причём трёхкомпонентный (трихроматический) характер оно носит только у высших приматов, а у подавляющего большинства млекопитающих зрение — дихроматическое.
Органы слуха у подавляющего большинства видов млекопитающих хорошо развиты и при этом содержат вестибулярный аппарат. В состав каждого органа слуха входят внутреннее, среднее и наружное ухо (включающее наружный слуховой проход и ушную раковину). Если внутреннее и среднее ухо имеются и у других четвероногих, то наружное ухо — новоприобретение млекопитающих, облегчающее улавливание звуковых волн. Ушные раковины обычно подвижны и способствуют достаточной точной (до 6—8°) локализации источников звука (впрочем, у многих водных и роющих видов ушная раковина вторично исчезает), а наружный слуховой проход защищает от внешних воздействий барабанную перепонку, отделяющую полость среднего уха от слухового прохода и колеблющуюся под воздействием прошедшей к ней по слуховому проходу звуковой волны. Специфично для млекопитающих и наличие в полости среднего уха трёх слуховых косточек (молоточка, наковальни и стремечка). Назначение этих косточек — усилить колебания перепонки и передать их мембране овального окна внутреннего уха. Последнее образовано тремя полукружными каналами, улиткой и двумя отолитовыми органами — мешочком и маточкой; при этом в улитке располагаются рецепторы, чувствительные к звуку, а полукружные каналы, мешочек и маточка входят в состав вестибулярного аппарата. Основу работы и слуховой, и вестибулярной сенсорных систем составляют механорецепторы, которые реагируют на перетекания и колебания заполняющей внутреннее ухо жидкости, вызванные звуковыми волнами или изменением положения тела.
Органы обоняния у млекопитающих развиты сильнее, чем у других наземных позвоночных. Способность к различению запахов млекопитающие используют для ориентирования в пространстве, при поисках пищи, в рамках межвидовых и внутривидовых контактов. По степени развития обонятельной функции млекопитающих подразделяют на две группы: макросматов с исключительно острым обонянием (большинство млекопитающих) и микросматов с умеренно развитым обонянием (приматы, китообразные, ластоногие). Ко второй группе относится человек, в носу которого имеется около 5 млн обонятельных клеток, к первой— собака, у которой их примерно в 50 раз больше. В целом степень развитости обоняния коррелирует с числом генов, кодирующих различные типы обонятельных белков-рецепторов: у макросматов их обычно более 1000, у многих приматов — около 500, у человека — всего 387, у утконоса — 262. По-видимому, хуже всего развито обоняние у китообразных, имеющих наиболее высокий процент псевдогенов обонятельных рецепторов. Основу функционирования обонятельной системы составляют обонятельные клетки — биполярные нейроны, генерирующие потенциал действия в ответ на связывание с особыми рецепторами на мембране молекул пахучего вещества.
Органы вкуса млекопитающих представлены вкусовыми почками, которые расположены на слизистых оболочках языка и твёрдого нёба и содержат рецепторы вкуса (последние, как и рецепторы запахов, относятся к группе хеморецепторов). Традиционно считалось, что система восприятия вкусовых ощущений у млекопитающих — четырёхкомпонентная, причём первичными вкусами являются сладкий, солёный, кислый и горький. Сравнительно недавно выявлен пятый тип рецепторов вкуса, отвечающий за восприятие «мясного» вкуса.
У млекопитающих хорошо развита соматовисцеральная кожная чувствительность, к которой относят все типы сенсорной информации, получаемые от рецепторов, локализованных в теле (а не голове) животного. Среди таких рецепторов выделяют проприорецепторы (рецепторы растяжения мышц и сухожилий), ноцицепторы (болевые рецепторы) и поверхностные кожные рецепторы (механорецепторы, терморецепторы). Определённую осязательную функцию выполняют также волоски, а также вибриссы.

### Дыхательная система
Дыхательная система служит для газообмена организма с окружающей средой, обеспечивая поступление кислорода и выведение углекислого газа. У млекопитающих она представлена органами дыхания (лёгкими) и дыхательными путями: верхними и нижними. В систему верхних дыхательных путей входят полость носа, носоглотка и ротоглотка, а частично — и ротовая полость, поскольку она тоже может участвовать в процессе дыхания. Система нижних дыхательных путей состоит из гортани (иногда её относят к верхним дыхательным путям), трахеи и бронхов.
Строение гортани у млекопитающих усложнено: для неё характерно наличие щитовидного хряща и надгортанника, не свойственных другим позвоночным, а также голосовых связок — парных складок слизистой оболочки, вибрация которых позволяет издавать различные звуки.
У млекопитающих хорошо развиты трахея и бронхи (внелёгочные и внутрилёгочные). В ходе эмбрионального развития бронхи млекопитающих ветвятся, образуя сложное бронхиальное дерево. В процессе многократного разветвления бронхи переходят в терминальные бронхиолы, а те — в ещё более мелкие дыхательные бронхиолы. Последние лежат уже непосредственно в лёгких и переходят в альвеолярные ходы, заканчивающиеся альвеолярными мешочками. На стенках альвеолярных ходов и альвеолярных мешочков располагаются альвеолы — тонкостенные пузырьки, густо оплетённые капиллярами; через них и происходит газообмен. Число альвеол огромно: у хищных с их активным образом жизни — 300—350 млн, у малоподвижных ленивцев — около 6 млн.
Попеременное изменение объёма лёгких обеспечивают не только движения грудной клетки, но и движения диафрагмы, наличие которой — характерный анатомический признак млекопитающих. Дыханием управляет расположенный в продолговатом мозге дыхательный центр. Повышение в крови (а значит, и в спинномозговой жидкости) концентрации углекислого газа, сопровождающееся образованием угольной кислоты H2CO3, влечёт возрастание концентрации ионов H+; они раздражают нервные клетки, которые и дают сигнал межрёберным мышцам усилить дыхательные движения.

### Кровеносная система
Кровеносная система, призванная обеспечивать снабжение тканей тела кислородом и питательными веществами и освобождение их от продуктов распада, достигает у млекопитающих большого совершенства. Центральный орган кровообращения — четырёхкамерное сердце, ритмичные сокращения мускулатуры которого заставляют кровь циркулировать по кровеносным сосудам. Оно состоит из правого и левого желудочков, а также правого и левого предсердий. Предсердия собирают поступающую к сердцу по венам кровь и направляют её в желудочки, а те, сокращаясь, выбрасывают кровь в артерии. Камеры сердца сообщаются между собой и с магистральными сосудами — аортой, лёгочным стволом — при помощи отверстий, снабжённых клапанами. Сердце заключено в околосердечную сумку — перикард. Мышечная ткань сердца (миокард) имеет особое строение и представляет собой функциональный синцитий. В ней, помимо кардиомиоцитов, способных к сокращению, имеются клетки, не способные сокращаться, но способные к генерации электрических импульсов и проведению их к сократительным клеткам. Они образуют проводящую систему сердца.
Правая сторона сердца обеспечивает малый круг кровообращения (лёгочный): из правого желудочка венозная кровь поступает по лёгочным артериям в лёгкие, откуда по лёгочным венам обогащённая кислородом кровь следует в левое предсердие. Левая сторона сердца обеспечивает работу большого круга кровообращения: от левого желудочка отходит единственная дуга аорты — левая (этим млекопитающие отличаются от крокодилов с двумя дугами аорты и от птиц — с единственной, но правой), через ответвления которой артериальная кровь разносится по всему телу. Затем кровь, отдав тканям организма кислород и питательные вещества и забрав углекислоту и продукты обмена, через венозную систему возвращается к сердцу — к правому предсердию, в которое впадают передняя (собирающая кровь от головы и передних конечностей) и задняя (от задней части тела) полые вены.
Клетки крови млекопитающих
Кровь и связанная с ней лимфа — жидкие соединительные ткани организма млекопитающего. Кровь состоит из плазмы и форменных элементов: тромбоцитов, лейкоцитов и эритроцитов (все эти форменные элементы образуются у млекопитающих в костном мозге). Тромбоциты (у млекопитающих они, в отличие от других позвоночных, всегда представляют собой безъядерные кровяные пластинки) играют определяющую роль в процессе свёртывания крови, а также участвуют в метаболизме серотонина. Лейкоциты (белые кровяные тельца) — основа иммунной системы организма. Эритроциты (красные кровяные тельца) содержат железосодержащий белок гемоглобин, обеспечивающий перенос кислорода от лёгких к тканям организма.
Особенности эритроцитов млекопитающих — их малый размер, двояковогнутая форма (у мозоленогих — овальная) и отсутствие ядер. Двояковогнутая форма эритроцитов увеличивает площадь поверхности для диффузии кислорода внутрь эритроцита, а благодаря отсутствию ядра в эритроците помещается больше гемоглобина, связывающего кислород. У эритроцитов также отсутствуют митохондрии, и они синтезируют АТФ исключительно за счёт анаэробного дыхания. Если бы эритроциты потребляли кислород в ходе аэробного дыхания, они бы не были такими эффективными его переносчиками.
Лимфатическая система выступает как дополнение к кровеносной системе и служит посредницей в обмене веществ между кровью и тканями. Лимфа по происхождению — межтканевая жидкость, образованная просочившейся через стенки капилляров плазмой крови и протекающая по лимфатическим сосудам. Форменными элементами лимфы являются лимфоциты, причём имеет место рециркуляция лимфоцитов из крови в лимфу и из лимфы в кровь. В лимфатической системе млекопитающих отсутствуют «лимфатические сердца» — пульсирующие участки сосудов, имеющиеся у земноводных и пресмыкающихся, поскольку при характерном для млекопитающих подвижном образе жизни движение лимфы по сосудам обеспечивается сокращениями скелетных мышц.

### Иммунная система
Иммунная система позволяет организму противостоять бактериям, вирусам, грибам, паразитам, чужеродным макромолекулам, а также избавляет его от собственных модифицированных клеток (например, опухолевых). Каждый организм имеет неспецифический (врождённый) иммунитет, который дополняется специфическим (приобретённым) иммунитетом. И неспецифический, и специфический иммунитет имеет несколько уровней защиты, однако неспецифические иммунные реакции протекают быстрее специфических.
Неспецифические защитные механизмы являются эволюционно более древними, чем специфические. Их активация и действие не зависят от патогена. Их также называют неклональными механизмами, потому что при неспецифических иммунных реакциях, в отличие от специфических, не происходит увеличения численности особой группы клеток, ориентированных на защиту от конкретного антигена. К неспецифическим механизмам можно отнести кислую среду кожи, препятствующую развитию микроорганизмов, непроницаемость эпидермиса, систему комплемента плазмы крови, антимикробные ферментные системы, а также неспецифические медиаторы, например, интерфероны и интерлейкины. На клеточном уровне неспецифическую защиту осуществляют гранулоциты, система моноцитов и макрофагов, а также натуральные киллеры. Работа последних основывается как на специфических, так и неспецифических механизмах. Важным неспецифическим защитным механизмом является также воспалительный процесс.
Специфический иммунный ответ направлен на защиту от конкретного антигена. Он включает в себя клеточные и гуморальные механизмы. Системный специфический иммунный ответ активируется миграцией антигенпрезентирующих клеток в лимфоидные органы, которые запускают размножение специфических групп защитных клеток. Среди них выделяют T- и B-лимфоциты. Эти клеточные системы обеспечивают крайне специфичные реакции на конкретный антиген и, как упоминалось выше, подвергаются клональной экспансии. Кроме того, специфические иммунные механизмы включают также механизмы иммунологической памяти, в которых запечатлевается информация о данном антигене, и при новом столкновении с этим антигеном она обеспечивает более быстрый и эффективный иммунный ответ.
Все клетки крови образуются из плюрипотентных стволовых клеток костного мозга. Однако в определённый момент эмбрионального развития часть из них мигрирует в тимус (вилочковую железу) или остаются в костном мозге и начинают созревание в T- и B-лимфоциты соответственно. В связи с этим тимус и костный мозг называют первичными лимфоидными органами. В них продолжается клеточная пролиферация и дифференциация. В процессе созревания T-лимфоциты контактируют со специализированными эпителиальными клетками, дендритными клетками и макрофагами, что даёт возможности для отбора T-клеток, нужных иммунной системе именно в этот момент. Зрелые T- и B-лимфоциты покидают места своего созревания и мигрируют во вторичные лимфоидные органы: селезёнку, лимфатические узлы, а также лимфоидную ткань слизистых оболочек (англ. mucosa-associated lymphoid tissue, MALT). Она представляет собой скопления лимфоидных клеток, расположенные под слизистой желудочно-кишечного тракта, дыхательных путей, мочевыводящих путей, слёзных желёз. Кроме того, по всему телу беспорядочно разбросаны лимфатические клетки, иногда организованные в крупные скопления, например, миндалины или пейеровы бляшки.

### Терморегуляция
Млекопитающие относятся к гомойотермным (то есть теплокровным) животным, обеспечивающим определённый уровень температуры тела в основном за счёт внутренних физиолого-биохимических процессов (исключение составляет пойкилотермный грызун голый землекоп). При этом у них хорошо развита химическая терморегуляция: интенсивность окислительных процессов (основные из них — переваривание пищи и мышечная работа), обеспечивающих выделение тепла, регулируется рефлекторно — под воздействием сигналов теплового центра промежуточного мозга.
От излишней потери тепла млекопитающих предохраняет шёрстный покров, а у водных форм — подкожный слой жира. Излишки тепла отводятся потоотделением. Значительную роль в терморегуляции играет развитая система кожных кровеносных сосудов, диаметр просветов которых регулируется нервно-рефлекторным путём. Механизм теплообразования за счёт активации клеточного метаболизма называется несократительным термогенезом. К таким механизм относят, в частности, липолиз, особенно бурой жировой ткани. Кроме жира, в качестве внутренних энергетических запасов организма могут выступать и углеводы. Если же тепло образуется в процессе сокращения скелетных мышц, то говорят о сократительном термогенезе.

### Пищеварительная система
Для пищеварительной системы млекопитающих, в которую входят пищеварительный тракт (с 4 отделами: рото-глоточной полостью, пищеводом, желудком, кишечником) и пищеварительные железы, характерны общее удлинение пищеварительного тракта при бо́льшей его дифференцировке по сравнению с другими группами позвоночных, которой сопутствует значительное развитие пищеварительных желёз. Высокой эффективности использования пищи способствует максимальное среди позвоночных развитие симбиотического пищеварения, при котором эндосимбионты (археи-метаногены, бактерии, грибы, простейшие) участвуют в процессе расщепления и гидролиза богатых клетчаткой растительных кормов.
Ротовое отверстие у млекопитающих ограничено присущими только им мягкими подвижными губами; такие губы, впрочем, у однопроходных отсутствуют, а у китообразных губы слабо развиты и лишены подвижности. Зубы есть у большинства млекопитающих, кроме современных однопроходных, усатых китов, панголинов и муравьедов. Они сидят в ячейках (альвеолах) челюстных костей и являются гетеродонтными: дифференцированы на резцы, клыки, предкоренные и истинные коренные. Число зубов, их форма и размеры у разных млекопитающих различаются. Так, для грызунов характерны сильно развитая единственная пара резцов, служащая для срезания или обгрызания растительности, и отсутствие клыков, а у хищных клыки, напротив, сильно развиты и приспособлены для захвата и умерщвления добычи.
После попадания в ротовую полость пища пережёвывается зубами; при этом она смачивается слюной, поступающей по протокам из слюнных желёз, что облегчает её проглатывание и продвижение по пищеводу. Под влиянием слюны сложные углеводы (крахмал, сахар), содержащиеся в пище, распадаются на мономеры. Из полости рта пища попадает в глотку, а оттуда — через пищевод в желудок. Последний у большинства млекопитающих является простым (однокамерным); однако у некоторых млекопитающих — особенно у питающихся грубыми и трудно перевариваемыми растительными кормами — развился сложный (многокамерный) желудок, состоящий из нескольких обособленных отделов. Наиболее сложно в морфологическом и физиологическом плане он устроен у жвачных, обладающих четырёхкамерным желудком: в первых трёх отделах которого пища подвергается брожению с участием эндосимбионтов, а пищеварительные железы есть лишь в стенках четвёртого отдела, где пища и подвергается воздействию желудочного сока.
Кишечник млекопитающего подразделяется на тонкий и толстый (к последнему относятся слепая, ободочная и прямая кишка). Бо́льшая часть пищи переваривается в тонком кишечнике, через стенки которого основные питательные вещества всасываются в кровь. Остатки непереваренной пищи поступают в толстый кишечник, где они подвергаются бродильным процессам с участием эндосимбионтов — бактерий, грибков и простейших. Для видов, кормящихся грубой растительной пищей, особо важную роль в этих процессах играет слепая кишка, слабо развитая или вообще отсутствующая у плотоядных видов; стенки слепой кишки большинства млекопитающих содержат большое количество лимфатической ткани, из-за чего она играет ещё и важную роль в иммунной системе. В ободочной кишке каловые массы обезвоживаются, скапливаются в прямой кишке и затем удаляются из организма через анальное отверстие.

### Выделительная система и осморегуляция
Почки млекопитающих, как и у других наземных позвоночных, тазовые (метанефрические). Они обычно имеют бобовидную форму и располагаются в поясничной области, по бокам позвоночника. В наружном корковом слое каждой почки располагаются нефроны, в почечных клубочках которых происходит фильтрация плазмы крови и образуется моча, стекающая затем по мочеточникам в мочевой пузырь. Из него моча по мочеиспускательному каналу выходит наружу.
Почки регулируют количество воды в организме и выводят из него токсичные продукты обмена веществ. Конечными продуктами белкового обмена являются мочевина и мочевая кислота. Мочевина образуется в печени из аммиака, а мочевая кислота — продукт распада пуринов. При этом у млекопитающих мочевина по содержанию в моче резко преобладает над мочевой кислотой (у рептилий и птиц соотношение обратное). Помимо почек, определённую роль в выделении играют потовые железы и лёгкие, а также печень.
Почки млекопитающих также являются основным органом, участвующим в осморегуляции. Они могут выделять гипотоническую мочу при избытке воды и осмотически концентрированную — при её дефиците.

### Эндокринная система
Эндокринную систему составляют железы внутренней секреции, регулирующие работу различных органов тела. Эти железы не имеют выводных протоков и выделяют вырабатываемые ими гормоны в кровь (реже — в лимфу). У млекопитающих эндокринная система принципиально сходна с подобными системами других позвоночных, отличаясь не столько составом или числом гормонов, сколько усилением их активности и специализации.
К числу важнейших эндокринных желёз относят:
- гипофиз и гипоталамус, чьи гормоны управляют активностью других эндокринных желёз. В частности, гипофиз выделяет гормон роста, гонадотропины, пролактин и др., а также совместно с гипоталамусом вырабатывает эндорфины;
- эпифиз;
- щитовидную железу, выделяющую тироксин, который регулирует развитие организма и обмен веществ;
- паращитовидные железы, чьи гормоны регулируют кальциевый и фосфорный обмен;
- вилочковую железу (тимус), выделяющую гормоны тимозин и тимопоэтин, которые управляют процессом созревания T-лимфоцитов[174];
- надпочечники, выделяющие адреналин и норадреналин (влияют на кровообращение, углеводный обмен и работу нервной системы), а также стероидные гормоны.

Поджелудочная железа и половые железы, кроме эндокринной секреции, осуществляют и экзокринную секрецию: помимо гормонов, поджелудочная железа выделяет также пищеварительные ферменты, а половые железы продуцируют гаметы. В связи с этим поджелудочную железу и половые железы относят к железам смешанной секреции. Множество гормонов образуются у млекопитающих в желудочно-кишечном тракте, почках, печени и других органах, не относящихся к эндокринной системе.

### Репродуктивная система
Оплодотворение у млекопитающих, как и у других амниот, внутреннее. Половые железы самок млекопитающих — яичники — всегда лежат в полости тела, в которую своими воронками открываются и яйцеводы. Во время овуляции созревшая яйцеклетка через полость тела попадает в фаллопиеву трубу — верхний извитой отдел яйцевода. Развитие яичников самок млекопитающих происходит циклически (овариальный цикл); вместе с ним циклическим изменениям подвергается эндометрий матки, обновляющийся в ходе каждого цикла (эстральный цикл у большинства млекопитающих и менструальный цикл у человека и некоторых приматов).
Половые железы самцов — семенники — имеют характерную овальную форму; у ряда видов они в течение всей жизни животного остаются в полости тела, но у большинства млекопитающих со временем опускаются в расположенный снаружи кожистый мешочек — мошонку. Вырабатываемые семенниками сперматозоиды, смешиваясь с семенной жидкостью, образуют сперму, которая во время полового акта через пенис самца попадает во влагалище самки (у однопроходных — в её клоаку); после этого в верхнем отделе яйцевода — фаллопиевой трубе — и происходит оплодотворение; образовавшаяся зигота тут же начинает дробиться и передвигается в матку.
Вынашивание плода у млекопитающих происходит в матке — нижнем отделе яйцевода. При этом у сумчатых и плацентарных во время беременности возникает плацента — специфический орган, образующийся путём срастания наружной оболочки зародыша (хориона) и разрыхлённого эпителия матки и обеспечивающий снабжение зародыша кислородом и питательными веществами, а также выведение углекислоты и продуктов обмена. Однако у сумчатых плацента достаточно примитивна (из-за чего у них период внутриутробной жизни короток, а детёныш рождается сильно недоношенным); у плацентарных же она намного более совершенна, что позволяет существенно продлить период внутриутробного развития, в течение которого плод надёжно защищён от неблагоприятных условий внешней среды.

## Образ жизни
Млекопитающие демонстрируют удивительное разнообразие приспособлений к обитанию в различных жизненных средах и к различным формам поведения. Ни один класс позвоночных не дал в процессе своей эволюции такого разнообразия форм, как млекопитающие, причём нередко виды, входящие в один и тот же отряд, относятся к различным адаптивным типам — основным экологическим группам; с другой стороны, представители разных отрядов, живущие в сходных условиях и близкие по своему образу жизни, могут иметь весьма сходный внешний вид (конвергентное сходство).

### Адаптивные типы млекопитающих
В соответствии с приспособленностью к жизни в определённой среде среди млекопитающих выделяют следующие адаптивные типы: наземные, подземные, водные, древесные и летающие формы (а также переходные группы).

#### Наземные формы
Наземные звери — наиболее обширная группа млекопитающих. В пределах данной группы можно выделить две основные ветви: лесных зверей и зверей открытых местообитаний. И для тех, и для других характерными способами передвижения по твёрдому субстрату являются ходьба и бег (с подразделением их на разнообразные походки).
Лес служит местообитанием многих млекопитающих. Здесь они находят и пищу, и укрытие от врагов и непогоды. Некоторые из лесных зверей ведут строго наземный образ жизни (лоси, косули, настоящие олени, росомахи, барсуки); другие — так называемые полудревесные формы — способны и к лазанью по деревьям, где они могут добывать корм и отдыхать (соболь, некоторые медведи, рыси, бурундуки).
Не менее многочисленную группу образуют обитатели открытых пространств (лугов, степей, пустынь). Часть из них приспособилась к быстрому бегу на четырёх конечностях. Это — большинство копытных (куланы, зебры, верблюды, жирафы, сайгаки, бизоны), а также некоторые хищные (львы, гепарды, койоты). Другая группа освоила зигзагообразный бег прыжками на длинных задних конечностях («рикошетирующий бег»): сумчатые тушканчики, многие кенгуру, прыгунчики, мешотчатые прыгуны, долгоноговые, тушканчики, тушканчиковые мыши. Наконец, третью группу образуют мелкие или средней величины звери с короткими ногами и вальковатым телом, которые живут в густой траве, затрудняющей передвижение (сурки, суслики, хомяки, некоторые пищухи). Бегают они медленно, а от опасности прячутся в норах.
Для некоторых видов наземных зверей (обыкновенная бурозубка, волк, рыжая лисица, барсук) характерен широкий ареал, охватывающий самые разнообразные ландшафты (виды-убиквисты). В этом случае явно выраженные приспособления к жизни в какой-либо определённой среде отсутствуют, и данные виды демонстрируют значительную экологическую гибкость. Так, барсук, ареал которого протянулся от северной тайги до пустынь и субтропиков, на севере ареала с октября по май погружается в спячку, а на юге в спячку не ложится.
Наибольшую скорость бега среди наземных зверей развивает гепард — до 105—115 км/ч. Максимальная скорость бега составляет: у льва и газели Томсона — 75—80, кулана — 65—70, зебры, дзерена и койота — 60—65, джейрана и волка — 55—60, дикого осла — 50—55, жирафа, зайца-русака и гигантского кенгуру — 45—50, бизона — 40—45, индийского носорога — 35—40 км/ч.

#### Подземные формы
Многие млекопитающие фактически занимают по организации и образу жизни промежуточное положение между наземными и подземными формами. К таким полуподземным формам относятся звери, роющие более или менее сложные норы, но добывающие корм на поверхности земли: барсуки, кролики, сурки, суслики, аплодонтовые, гоферы, полёвки, трубкозубы, вомбаты. Приспособления к жизни под землёй у них выражены слабо. Обычно они заключаются в заметно укороченных ушных раковинах и развитой мускулатуре конечностей.
Настоящие подземные звери — это небольшая высокоспециализированная группа млекопитающих, которые проводят всю или бо́льшую часть жизни в толще почвы, находя там свой корм: либо обитающих в почве беспозвоночных, либо подземные части растений. Представители данной группы встречаются в разных отрядах. Сумчатые кроты, златокроты, кроты, цокоры прокладывают подземные ходы сильными передними конечностями с длинными «копательными» когтями, а слепыши и слепушонки не копают почву, а «выгрызают» её выступающими вперёд резцами. Грызуны же из семейства землекоповых действуют одновременно и передними лапами, и огромными резцами.
К числу общих морфологических особенностей подземных зверей относятся цилиндрическая форма тела с укороченным хвостом и полная или частичная редукция глаз и ушных раковин.

#### Водные формы
Среди млекопитающих большую группу составляют полуводные формы — виды, жизнь которых проходит частично на суше, частично в воде. Некоторые из таких животных (норка, белый медведь, водяная полёвка, выдровая землеройка) прекрасно плавают и ныряют, но сохраняют общий наземный облик. Их связь с водной средой проявляется в том, что свой корм они добывают не только на суше, но и в воде. Экологическую нишу полуводных форм млекопитающие начали осваивать ещё в середине мезозоя: специализация к полуводному образу жизни характерна, в частности, для докодонта касторокауды из средней юры.
Диагностическим признаком для следующей (по степени адаптации к жизни в воде) группы полуводных зверей служит наличие более или менее развитой плавательной перепонки между пальцами конечностей. Такая перепонка имеется у утконоса, водяного опоссума, выхухоли, многих грызунов (нутрия, капибара, бобр, бобровая крыса, ондатра и др.), выдры, гиппопотама. У куторы и водяной бурозубки плавательную перепонку заменяет плавательная оторочка из жёстких волосков. Для указанных видов характерны также укорочение шеи и ушных раковин, развитие приспособлений для замыкания ушей и ноздрей, уплощение хвоста, наличие густого меха, противостоящего намоканию, или толстого подкожного жирового слоя.
Ещё более высокую степень приспособления к жизни в водной среде демонстрируют каланы и ластоногие. Толстая кожистая перепонка между пальцами у них развита настолько, что их конечности (у калана — только задние) превращаются в ласты. Пищу эти животные добывают только в воде, однако спариваются и размножаются (а иногда и отдыхают) они вне водной среды.
Полностью водными зверями, никогда не покидающими водной среды, являются сирены и китообразные. У них полностью отсутствует меховой покров, передние конечности превратились в плавники, а задние утрачены. Основным локомоторным органом служит кожистый хвостовой плавник. Если у утконоса и калана максимальная продолжительность пребывания под водой равна 8—10 мин., у ондатры и выхухоли — 12 мин., бобра — 15 мин., моржа и ламантина — 16 мин., то у дельфинов — 20 мин., кашалота — 75 мин., а у бутылконоса она достигает 2 часов. Засвидетельствованы случаи погружения кашалота на глубину 988 м, а некоторые источники указывают, что он способен погружаться даже на 3 км.
Надо сказать, что характеристика китообразных как полностью водных форм относится к ныне живущим представителям данного инфраотряда. Приспособление китообразных к строго водному образу жизни шло постепенно. Пакицет из раннего эоцена Пакистана передвигался на четырёх конечностях и проводил часть времени в воде, охотясь за рыбой, но для отдыха выходил на сушу.

#### Древесные формы
К древесным зверям, иначе именуемым дендробионтами, относят млекопитающих, проводящих бо́льшую часть своей жизни в кронах деревьев, где они добывают пищу, спасаются от врагов, устраивают гнёзда для размножения и отдыха. Основные способы передвижения у них — лазанье по стволам и ветвям деревьев и прыжки с ветки на ветку.
Приспособления для жизни на деревьях у дендробионтов разнообразны. Многие из них используют для лазанья длинные искривлённые когти; при этом одни из них имеют длинный пушистый хвост, которым пользуются как балансиром и парашютом при прыжках (сумчатые куницы, щёткохвостые поссумы, древесные кенгуру, белки, сони, некоторые куницы), у других хвост служит хватательным органом, позволяющим зафиксировать положение тела на ветке (поссум-медоед, кускусы, карликовый муравьед, белобрюхий ящер, древесные дикобразы, кинкажу), у третьих хвост рудиментарен и в передвижении не участвует (коала, ленивцы).
Ряд древесных зверей использует для лазанья хватательные конечности с сильно развитыми пальцами, причём один (у лемуров, долгопята, многих обезьян) или два пальца (у коалы, кускусов) противопоставлены остальным (интересно, что долгопят имеет на концах пальцев присасывательные подушечки, что усиливает хватательную функцию конечностей). Как правило, такие дендробионты хватаются за ветви всеми четырьмя конечностями. Однако гиббоны и коаты используют для передвижения по ветвям и перепрыгивания с дерева на дерево лишь передние конечности, а коаты — также и хватательный хвост.
Если белки и сони вполне сохраняют способность передвигаться по земле и хорошо бегают, то более узкоспециализированные дендробионты передвигаются по земле плохо, а ленивцы такую способность утратили почти полностью.

#### Летающие формы
Ещё одним видом способов передвижений, освоенных млекопитающими, является полёт: как пассивный (планирующий), так и активный (с помощью крыльев). По способности к той или иной из этих разновидностей полёта, отражающей принципиально различный уровень освоения воздушной среды, среди летающих зверей выделяют соответственно полувоздушные и настоящие воздушные формы.
Полувоздушные формы млекопитающих относятся к разным семействам и отрядам, но обладают общим планом строения. Речь идёт о наличии летательной перепонки — кожистой складки, которая тянется по бокам туловища между передними и задними лапами и позволяет не только планировать при спуске по отлогой линии, но и совершать повороты в воздухе. К таким формам принадлежат: триконодонт волатикотерий из поздней юры Китая, некоторые двурезцовые сумчатые (сумчатые летяги, полосатые кускусы, гигантский летучий кускус, карликовый летучий кускус), некоторые грызуны (летяги, большинство шипохвостых), шерстокрылы (у последних летательная перепонка достигает наибольшего развития, охватывая и хвост). Если у гигантской летяги дальность полёта достигает 60 м, то у шерстокрыла — 140 м.

К настоящим воздушным формам принадлежат многочисленные представители отряда рукокрылых, у которых передние конечности превращены в длинные кожистые крылья. Рукокрылые способны длительное время, быстро и с хорошей манёвренностью передвигаться в воздухе, добывать там же себе пищу и даже спариваться. Грудина рукокрылых имеет киль, как и у птиц, служащий для прикрепления развитых грудных мышц. Наиболее развитыми летательными способностями обладают представители семейства складчатогубых и, в частности, бразильский складчатогуб: его полёт — лёгкий и стремительный, причём средняя скорость полёта составляет 40 км/ч, а максимальная — 100—105 км/ч.

### Питание
По роду употребляемой пищи млекопитающих можно подразделить на две условные группы: растительноядных и плотоядных. Условность данного деления состоит в том, что лишь немногие виды млекопитающих питаются исключительно растениями или исключительно животными; у большинства в рационе присутствуют и растительные, и животные корма, так что речь идёт лишь о преобладании тех или других. Если такое преобладание не выражено, говорят о всеядных животных — таковы бурый медведь, енот, барсук, соболь, кабан, серая крыса и др.; в их питании более или менее существенную роль играют беспозвоночные и позвоночные животные, ягоды, фрукты, орехи, зелень. С другой стороны, некоторые виды специализированы на употреблении весьма ограниченного набора кормов.
Среди растительноядных млекопитающих выделяются:
- травоядные — большинство копытных, многие грызуны и зайцеобразные, кенгуровые, гелада;
- листоядные — питающиеся листьями и ветвями деревьев лоси, олени, жирафы, слоны, бобры, ленивцы, многие даманы, поссумы, коала;
- семеноеды — белки, бурундуки, мыши и др.;
- плодоеды — некоторые приматы, шерстокрыл, крылановые;
- нектароеды — некоторые летучие мыши, поссум-медоед.

Среди плотоядных млекопитающих выделяются:
- планктофаги — питающиеся планктоном (в основном — мелкими ракообразными) большинство усатых китов, тюлень-крабоед;
- малакофаги — млекопитающие, питающиеся различными моллюсками: моржи, многие зубатые киты;
- инсектофаги — обширная группа млекопитающих, употребляющих в пищу насекомых: ехидновые, многие опоссумы и хищные сумчатые, намбаты, прыгунчики, афросорициды, трубкозубы, муравьеды, насекомоядные, большинство летучих мышей, панголины, часть грызунов и обезьян;
- ихтиофаги — млекопитающие, питающиеся рыбой: часть насекомоядных, хищных, зубатых китов, некоторые грызуны;
- хищники — млекопитающие, употребляющие в пищу четвероногих: многие представители отряда хищных, часть опоссумов и хищных сумчатых, косатка и др.;
- некрофаги — млекопитающие, поедающие трупы крупных животных: гиены и др. (впрочем, при случае не брезгует падалью большинство представителей отряда хищных; только кошачьи этого определённо избегают[220]).

С особенностями пищедобывания и питания тесно связан целый комплекс морфолого-физиологических особенностей, характерных для отдельных видов млекопитающих (цедильный аппарат усатых китов, вытянутая морда и длинный клейкий язык у питающихся насекомыми трубкозубов, муравьедов и панголинов, способность насекомоядных рукокрылых преследовать, пользуясь ультразвуковой локацией, летящих насекомых, очень острые обоняние и слух лисицы, втяжные острые когти кошачьих и др.). Эти особенности тесно коррелируют с другими функциями организма, уже не имеющими к питанию прямого отношения, налагая на них свой отпечаток.

### Размножение и забота о потомстве

#### Половой диморфизм
Среди млекопитающих широко распространён половой диморфизм, то есть явление, при котором разнополые особи одного вида отличаются друг от друга. У млекопитающих известны примеры полового диморфизма по следующим признакам:
- размер тела (как правило, у млекопитающих взрослые самцы крупнее самок);
- телосложение;
- особенности скелета;
- особенности мозга и нервной системы;
- особенности других внутренних органов и метаболизма;
- наличие или степень развития органов защиты (например, рогов);
- поведенческие особенности;
- окрас меха;
- голос;
- подверженность болезням (например, сцеплённым с полом)[223].

#### Спаривание
Сроки наступления половозрелости у млекопитающих очень сильно варьируют. Приведём сроки полового созревания для некоторых видов (в скобках дана примерная продолжительность жизни в природе, лет): рыжая полёвка — 1 мес. (1—1,5), степная пеструшка — 1,5 мес. (1—1,5), домовая мышь — 2—3 мес. (около года), горностай — 3 мес. (4—7), заяц — 1 год (7—9), лисица — 1—2 года (10—12), волк и лось — 2—3 года (15—20), бурый медведь — 3—4 года (30—50), коала — 4 года (12—13), синий кит — 4—5 лет (до 20 лет), индийский слон — 10—15 лет (70—80).
Спаривание млекопитающих обычно приурочено к определённому времени года. В умеренных и высоких широтах сигналом к наступлению брачного периода служит изменение длины светового дня, в низких широтах — изменение интенсивности осадков, созревание основных кормовых растений и т. п. При поиске особи противоположного пола у одних видов млекопитающих бо́льшую активность проявляют самки, у других — самцы. Многие звери отыскивают друг друга по запаху, причём в брачный период усиливается деятельность пахучих желёз. Распространены и звуковые сигналы: у лисиц и кошачьих голос подают и самцы, и самки, у оленей ревут только самцы, а у лосей первой о месте своего нахождения характерным храпом извещает самка.
Для большинства видов млекопитающих характерна полигамия в форме полигинии. У основной массы видов (насекомоядные, летучие мыши, многие грызуны и хищные) самцы после спаривания не удерживают самок возле себя. У ушастых тюленей и стадных копытных на время размножения образуются гаремы или косяки с единственным взрослым самцом во главе, а у некоторых хищных и грызунов возникают сложные семьи (парцеллы грызунов, прайды львов) из нескольких самцов и самок с системой рангов и разделением обязанностей. Редкое явление — полиандрия (многомужество), известная у ряда летучих мышей и некоторых обезьян (например, у большинства игрунковых). Своеобразно устроена семейная группа у голых землекопов: она состоит из нескольких десятков особей и организована по типу муравьиной семьи: во главе стоит размножающаяся самка, которая в 1,5—2 раза превосходит по размерам остальных членов семьи и почти всё время проводит в гнездовой камере в компании с 2—3 неработающими самцами, призванными её оплодотворять; остальные взрослые члены семьи заняты добыванием пищи и рытьём и обустройством нор.
Значительно меньшую группу образуют моногамные виды, причём пары обычно образуются на короткий срок (шакалы, лисицы, песцы, бобры, ондатры), реже — на несколько лет (волки). Только немногие виды обезьян могут образовывать пары на всю жизнь.

#### Рождение детёнышей
По мере приближения родов самка становится беспокойной и ищет удобное укромное место. У многих видов она подготавливает гнездо или логово для будущего потомства. У большинства млекопитающих самка рожает в лежачем положении; самки зайцев рожают сидя, а самки слонов и многих парнокопытных — стоя. Большинство китообразных рожает под водой, но самки некоторых видов (гренландский кит, белуха и др.) принимают при родах вертикальное положение, выставив из воды хвостовую часть тела так, что их детёныш появляется на свет в воздухе. Самки рукокрылых рожают в висячем положении: ушаны — либо в горизонтальном положении (брюхом кверху), либо в вертикальном (головой вверх), а подковоносы и крыланы — вися вниз головой; появившийся детёныш попадает в подогнутую к брюху межбедренную перепонку или же в полость между брюхом и сложенными крыльями. У двупалого ленивца самка при родах висит на ветке, держась за неё передними лапами, а детёныш, цепляясь когтями за шерсть, сам добирается до соска матери.
По частоте деторождения виды млекопитающих делят на моноэстричные, которые рожают детёнышей раз в год (большинство сумчатых, насекомоядных, хищных, копытных, зубатых китов) или раз в 2—3 года (бурые медведи, тигры, моржи, зубры, слоны, большинство усатых китов), и полиэстричные, рожающие несколько раз в году (зайцы-беляки и белки приносят по 2—3 помёта, полёвки — по 3—4, домовая мышь — до 6—8). Различна и величина выводка: если у слонов, китов, моржей, зубров, лошади, гигантского кенгуру рождается по одному детёнышу, то в помёте у рыси, соболя, бурого медведя обычно по 2—3 детёныша, волка, зайца, белки — от 3 до 8, виргинского опоссума — от 8 до 18. Максимальное для плацентарных число детёнышей в одном помёте бывает у обыкновенного тенрека: у одной самки обнаружили 32 эмбриона, а другая в неволе родила и вскормила 31 детёныша (при этом число сосков у самки тенрека может доходить до 29 — больше, чем у любого другого млекопитающего).
Для многих видов отмечается зависимость величины выводка от географических факторов. Так, у длиннохвостого суслика средняя величина выводка возрастает в направлении с юга на север, составляя: в Западной Монголии — 4,0; в Прибайкалье — 6,9; в Центральной Якутии — 8,2. У оленьего хомячка, обитающего на юго-западе США, она изменяется с увеличением высоты: на высоте 1,0—1,5 тыс. м она равна 4,6; на высоте 1,7—2,0 тыс. м — 4,4; на высоте 2,5—3,0 тыс. м — 5,4; на высоте 3,2 тыс. м — 5,6.

#### Вскармливание молоком
Млечные железы самки в период беременности увеличиваются в размерах и к моменту родов достигают максимального развития. В первые дни лактации из млечных желёз выделяется молозиво — густая и вязкая жидкость с повышенным, по сравнению с молоком, содержанием белков и витаминов. Затем оно заменяется молоком, химический состав которого у однопроходных близок к составу пота, а у других групп млекопитающих приобретает свои характерные особенности и варьирует достаточно сильно. В приводимой ниже таблице приведены данные для отдельных видов, представляющих различные отряды сумчатых и плацентарных:
| Состав молока млекопитающих | Состав молока млекопитающих | Состав молока млекопитающих | Состав молока млекопитающих | Состав молока млекопитающих | Состав молока млекопитающих | Состав молока млекопитающих | Состав молока млекопитающих |
| Виды животных               | Состав молока, %            | Состав молока, %            | Состав молока, %            | Состав молока, %            | Состав молока, %            | Энергетическая ценность     | Энергетическая ценность     |
| Виды животных               | вода                        | белки                       | жиры                        | сахар                       | минеральные вещества        | ккал / 100 г                | кДж / 100 г                 |
| --------------------------- | --------------------------- | --------------------------- | --------------------------- | --------------------------- | --------------------------- | --------------------------- | --------------------------- |
| Гигантский кенгуру          | 88,0                        | 4,6                         | 3,4                         | 6,7                         | 5,3                         | 76                          | 318                         |
| Индийский слон              | 78,1                        | 4,9                         | 11,6                        | 4,7                         | 0,7                         | 143                         | 599                         |
| Кролик                      | 67,2                        | 13,9                        | 15,3                        | 2,1                         | 1,5                         | 202                         | 846                         |
| Человек                     | 87,1                        | 0,9                         | 4,5                         | 7,1                         | 0,4                         | 72                          | 301                         |
| Кошка                       | 82,2                        | 9,1                         | 3,3                         | 4,9                         | 0,5                         | 86                          | 360                         |
| Собака                      | 76,4                        | 7,4                         | 10,7                        | 3,3                         | 2,2                         | 139                         | 582                         |
| Морской котик               | 34,6                        | 8,9                         | 53,3                        | 0,1                         | 3,1                         | 516                         | 2160                        |
| Лошадь                      | 88,8                        | 2,5                         | 1,9                         | 6,2                         | 0,6                         | 52                          | 218                         |
| Свинья                      | 81,2                        | 4,8                         | 6,8                         | 5,5                         | 1,7                         | 102                         | 427                         |
| Афалина                     | 58,3                        | 6,8                         | 33,0                        | 1,1                         | 0,8                         | 329                         | 1377                        |
| Северный олень              | 67,7                        | 10,1                        | 18,0                        | 2,8                         | 1,4                         | 214                         | 896                         |
| Овца                        | 82,0                        | 4,6                         | 7,2                         | 4,8                         | 1,4                         | 102                         | 427                         |
| Коза                        | 86,7                        | 3,2                         | 4,5                         | 4,3                         | 1,3                         | 70                          | 293                         |
| Корова                      | 87,3                        | 3,2                         | 3,9                         | 4,6                         | 1,0                         | 66                          | 276                         |

В действительности химический состав молока несколько различается и у отдельных представителей одного и того же вида (в таблице приведены усреднённые данные). При этом особенно высока энергетическая ценность, или калорийность, молока у морских млекопитающих — ластоногих и китообразных; среди копытных высоких значений она достигает у северного оленя.
Длительность лактационного периода у разных видов млекопитающих варьирует в больших пределах. Зайчата уже через 7—8 дней начинают есть траву, хотя сосать материнское молоко продолжают. У грызунов и хищных лактация длится сравнительно недолго, но у северного оленя она продолжается 4—5 мес., коровы и лошади — 9—10 мес., моржа — не менее года.

#### Выращивание молодняка
После перехода молодняка на самостоятельное питание его рост заметно замедляется. Темпы роста сильно зависят от образа жизни млекопитающего и внешних условий. Суровые условия, характерные для местообитаний полярных и высокогорных животных, требуют быстрого развития детёнышей. Так, новорождённый северный олень уже в первый день в состоянии следовать за матерью, а новорождённый благородный олень делает это не ранее достижения недельного возраста. Весьма быстро растёт молодняк у рукокрылых и многих грызунов, а вот развитие детёнышей медвежьих происходит медленно.
Забота о подрастающем потомстве млекопитающих в основном лежит на самках, движимых материнским инстинктом, хотя у ряда видов, особенно моногамных, подключаются и самцы. Самки вскармливают своих детёнышей молоком, согревают теплом своего тела, благоустраивают гнёзда и норы, переносят на новое место в случае необходимости, защищают от врагов, наказывают за непослушание. Особенно характерно для млекопитающих систематическое обучение молодняка с передачей потомству накопленного родителями индивидуального опыта.

### Сезонные явления
У млекопитающих, живущих на территориях с выраженной сменой времён года, чётко выражен годовой цикл жизни с приспособлением к сезонным изменениям природной обстановки. Обычно период деторождения оказывается приуроченным к наиболее благоприятному периоду (для зверей северных и умеренных широт это — конец весны и начало лета). В процессе эволюции данный факт обусловил (с учётом длительности беременности) и период спаривания, характерный для того или иного вида.
Появлению детёнышей обычно предшествует выбор места, особенно удобного для деторождения и воспитания молодняка. В это время даже постоянно мигрирующие виды переходят к оседлости, их образ жизни становится более скрытным. После подрастания молодняка звери, не привязанные к постоянному жилищу, вновь перемещаются — в места, наиболее богатые кормом.
Приспособления млекопитающих к переживанию зимы (иногда — других неблагоприятных периодов года) многообразны. Многие звери осенью накапливают жировые резервы. Так, подкожный и внутренний жир у степного сурка в июне составляет 10—15 г, в августе — 750—800 г). Нередко звери претерпевают линьку, при которой более редкий летний мех сменяется более густым, а у многих тёмноокрашенных летом видов — зайца-беляка, белого песца, горностая и др. — зимний мех белый, что делает зверька малозаметным на снегу. Кроме того, некоторые представители совершают значительные сезонные миграции на юг (северные олени, зайцы-беляки, песцы и др.), другие — запасают корм (лесные мыши, полёвки, цокоры, слепыши, бобры, белки, хорьки и др.). Многие копытные, хищные, грызуны объединяются к зиме в более крупные группы (стада, стаи).
Немало млекопитающих впадает на зиму в спячку, позволяющую снизить расходы энергии в период, когда поиск пищи затруднён. Различают зимний сон (факультативная спячка), при которой уровни метаболизма, температуры тела и дыхательной активности снижены незначительно (медведи, енотовидные собаки, еноты, барсуки в северных частях своих ареалов), и настоящую спячку с сильным оцепенением и значительным снижением температуры тела и интенсивности метаболизма (ежи, ряд летучих мышей, сурки, суслики, хомяки). У некоторых грызунов известна и летняя спячка, приуроченная к засушливому периоду.

### Поведение и интеллект

#### Общие особенности поведения
Характерный для млекопитающих высокий уровень развития высшей нервной деятельности обусловливает сложные формы их поведения. Во-первых, бо́льшую по сравнению с другими позвоночными сложность и подвижность у млекопитающих обретает инстинктивная деятельность, механизмы которой основаны на простых безусловных рефлексах и их сложных сочетаниях (инстинктах). Во-вторых, млекопитающие, особенно высшие плацентарные с присущей им высокой степенью развития коры полушарий переднего мозга, отличаются выраженной способностью к тонкому анализу и восприятию внешних воздействий, к предвидению хода событий, к выработке условных рефлексов и накоплению индивидуального опыта.
Отмеченные особенности поведения млекопитающих проявляются в различных сферах их жизни. Многие из них активно пользуются различного типа убежищами — при отдыхе, для защиты от нападений хищников и от неблагоприятных воздействий среды, запасания кормов и выращивания потомства. Наиболее совершенный тип убежищ — постоянные норы, нередко отличающиеся сложным строением. Так, у барсуков норы — это нередко целые системы ходов, расположенных в несколько этажей и включающих гнездовую камеру, боковые отнорки, используемые как уборные, вентиляционные отнорки. Норы хомяков включают вместительные кладовые для хранения запасов корма (до 5 в одной норе). Подобные кладовые имеются также в норах даурских пищух, серых полёвок, степных пеструшек, больших песчанок и ряда других грызунообразных.
Норы бобров, ондатр, выхухолей — это переплетающиеся системы галерей с подводным расположением входов, причём нижние камеры заполнены водой; имеются гнездовые камеры и вентиляционные отнорки. При этом бобры и ондатры роют норы при наличии у водоёмов крутых берегов, а на низких топких берегах они строят для жилья наземные хатки — куполообразные сооружения из сучьев или стеблей растений. Если уровень воды в водоёме непостоянен, бобры регулируют уровень воды, возводя из срезанных стволов деревьев, веток и хвороста плотины — хорошо известный пример сложной строительной деятельности млекопитающих (длина такой плотины обычно составляет 20—30 м, достигая в исключительных случаях 600 м). Иногда бобры прорывают каналы, по которым сплавляют заготовленную древесину.
Многие млекопитающие метят капельками мочи, экскрементами или выделениями пахучих желёз занимаемые ими участки обитания, создавая тем самым «сигнальные поля». При этом они нередко ожесточённо отстаивают свои участки от вторжения других животных; например, схватки бобров с вторгающимися на их территорию другими бобрами часто завершаются гибелью пришельца от укусов. В то же время мечение является и средством смягчения внутрипопуляционной напряжённости: нарушитель помеченных границ ведёт себя настороженно и готов к отступлению при попытке хозяина защитить свои владения.
Значительной сложностью отличается поведение млекопитающих в брачный период. Нередко самки заигрывают с самцами, принимают специальные позы. Самцы же привлекают внимание самок характерными телодвижениями и звуками (крики, щёлканье зубами, удары ног о землю). Для многих видов характерны драки самцов за обладание самкой. У оленей и многих полорогих такие драки принимают форму «брачных турниров» с применением рогов, причём обычно (но не всегда) такие турниры заканчиваются трагическим исходом.
Для млекопитающих весьма характерно наличие игрового поведения, особенно у детёнышей. Игра помогает приобрести полезные навыки и служит средством консолидации в семейных группах и других объединениях животных. Началу игры у львов и псовых предшествует поза с прижатыми к земле передними лапами, которая не встречается в других ситуациях и сигнализирует, что последующие внешне агрессивные действия — всего лишь игра. Обезьяны в подобных случаях прибегают к своеобразной игровой мимике.
Единственная возможность не стать добычей хищника у мелких и средних млекопитающих — спрятаться или убежать. Однако и здесь возможны вариации тактики. Так, зайцы, направляясь на лёжку, запутывают следы, делая «вздвойки» (попятные проходы по своим следам) и «скидки» (большие прыжки в сторону); получающиеся тупики следа затрудняют выслеживание зайца хищниками.

#### Социальная организация
Усложнение внутривидовых связей у многих видов млекопитающих приводит к образованию временных или стойких группировок особей с объединением усилий по использованию ресурсов среды и защите от врагов.
Те млекопитающие, у которых источники пищи очень рассредоточены, а жилищами служат постоянные убежища, обычно ведут одиночный или семейный образ жизни. Таковы однопроходные, сумчатые, насекомоядные, многие грызуны и хищные; среди приматов — большинство низших приматов и широконосых обезьян, гиббоны и орангутаны.
Для крупных подвижных животных, особенно копытных, характерно образование кочующих стад, стай или кланов. Для социальной организации таких групп типично наличие сложной структуры, связанной с ранжированием особей, приобретающих разное положение в группе: «доминант» (вожак), «субдоминанты» и «подчиняющиеся»; при этом доминант теряет ранг в случае ошибки, болезни или появления более сильного соперника. В некоторых группах намечается разделение обязанностей. Так, в стаях (прайдах) львов самцы в основном заняты охраной участка обитания от вторжения чужаков, а самки добывают пищу и заботятся о молодняке. У некоторых хищных (например, у пятнистой гиены) в кланах наблюдается матриархат: самки крупнее самцов и доминируют над ними.
Львы — единственные социальные животные среди кошачьих. Среди других хищных стаями живут волки, стадами — большинство ластоногих. Иногда же несколько семей объединяются для совместной охоты (гиеновидные собаки, красные волки). При совместной охоте стаи волков за крупной дичью обязанности охотников чётко распределены, а их действия скоординированы: одни гонят будущую добычу, другие нападают на неё из засады или перерезают ей путь. Гиеновидные собаки при совместной охоте на крупных животных также координируют свои действия: во время погони лидеры чередуются, стремясь равномернее разделить тяжесть погони, бегущие сзади собаки срезают углы, направляясь наперерез жертве; часть взрослых собак в охоте не участвует, охраняя молодняк, однако добыча делится на всех. Стадом действуют и косатки, нападающие на крупную добычу (например, кита).
Антилопы импалы, узконосые обезьяны гелады и некоторые другие виды обладают сходной социальной организацией, образуя стада холостяков из одиноких разновозрастных самцов и гаремные стада из самок под контролем одного самца. Относительно крупными стадами (иногда до 100 и более особей) с чётко выраженной иерархией живут другие узконосые обезьяны — павианы (гамадрилы, бабуины, анубисы). Здесь доминантные самцы обладают преимущественным правом доступа к самкам и пище; при этом у гамадрилов стадо, как правило, возглавляет один самец-вожак, для бабуинов типично наличие группы объединившихся доминантных самцов, а анубисы занимают промежуточное положение.
Гориллы живут небольшими стадами (5—30 особей); эти группы включают самца-вожака, одного или нескольких молодых самцов, нескольких взрослых самок и детёнышей. Иерархические отношения здесь проявляются в порядке следования по тропам, причём вожак идёт во главе цепочки. В остальном же вожак ведёт себя как покровитель, но не деспот, и, в отличие от гамадрилов, не является владыкой гарема: отношения полов у горилл носят добровольный характер. Шимпанзе живут либо малыми семьями, либо небольшими стадами; особой иерархии между индивидами, входящими в стадо, не отмечается.
У копытных стадный образ жизни облегчает поиск пищи, миграции и оборону от хищников. Известны случаи, когда антилопы канны в «сомкнутом строю» прогоняли гепардов. Стадо овцебыков не убегает от хищников (волков или медведей), а образует замкнутый круг с телятами внутри и взрослыми животными снаружи; последние успешно обороняются от хищников рогами и копытами. Стадо индийских буйволов, почуяв след тигра, приходит в неистовство и в сомкнутом строю преследует врага, пока не настигнет хищника или же не потеряет его след. Африканские буйволы, действуя дружным стадом, способны обратить в бегство даже прайд львов.
Промежуточное положение между одиночным и стадным образом жизни занимает образ жизни млекопитающих, образующих колонии: даманы, рукокрылые, некоторые грызунообразные (кролики, пищухи, суслики, сурки, шиншиллы и др.); среди хищных колониями живут сурикаты. Здесь животные, находясь в тесном сожительстве и постоянном общении, имеют свои индивидуальные и семейные участки, но при этом разделённая на отдельные группировки популяция не теряет своей целостности. Колонии могут включать несколько десятков или сотен животных; особенно крупные колонии, насчитывающие многие тысячи особей, характерны для рукокрылых. Рекордсменом в этом отношении является бразильский складчатогуб: в некоторых пещерах на юге США он образует колонии численностью до 20 млн особей — самые крупные на Земле скопления млекопитающих.

#### Интеллект
Среди всех групп позвоночных млекопитающие выделяются наивысшим уровнем развития интеллекта, что связано прежде всего с прогрессивным развитием коры полушарий переднего мозга, хотя этот уровень существенно различается у млекопитающих разных систематических групп. Одним из показателей умственного развития, хорошо применимым к млекопитающим, является коэффициент цефализации (отношение возведённой в квадрат массы мозга к массе всего тела). По этому показателю лидирующее место занимает человек, а второе — дельфины, у которых значение данного показателя примерно в два раза меньше.
Впрочем, большинство исследователей при оценивании интеллекта различных животных отдают первенство не нейроанатомическому, а функциональному подходу. В рамках последнего изучают процессы принятия млекопитающими решений, требующих прогноза конкретной ситуации (в этом плане наибольшие способности показали медвежьи, дельфиновые и высшие приматы), анализируют общую организацию их коммуникативных систем (здесь выяснилось, что у большинства млекопитающих сигнальные системы не имеют принципиальных отличий от подобных систем других позвоночных, но существенно более высокий уровень демонстрируют узконосые обезьяны, особенно человекообразные).
В ряде случаев исследователям удалось наблюдать возникновение у млекопитающих новых форм поведения и распространение такого поведения среди популяции. Так, при наблюдениях за обитающими на острове Косима японскими макаками выяснилось, что самка по кличке Имо последовательно открыла способы отмывания от песка в воде ручья батата и зёрен злаков, после чего новую технологию постепенно переняли и другие макаки, жившие на острове. У человекообразных обезьян наличие развитых средств коммуникации привело к появлению общественного обучения: исследователи наблюдали, как зрелые шимпанзе обучали молодых ловить термитов с помощью просовываемой в ходы термитника соломинки. Интересно, что находившиеся рядом павианы, которые также любят лакомиться термитами, внимательно наблюдали за действиями шимпанзе, но освоить данный приём были не в состоянии.
Учёные, изучавшие язык млекопитающих, выявили наличие в нём, как в человеческом языке, плана выражения и плана содержания. В то же время у низших плацентарных этот язык весьма беден: так, язык желтобрюхого сурка содержит всего 8 звуковых сигналов, содержание которых сводится к пяти «смыслам» («внимание!», «тревога!», «угроза», «страх», «удовольствие»). У макак выделено уже свыше 30 звуковых сигналов, дополняемых мимикой и жестами (например, выпрямление хвоста — жест доминирования).
Намного бо́льшими интеллектуальными способностями обладают человекообразные обезьяны. В ходе масштабных так называемых «языковых проектов» этологи обучали шимпанзе, бонобо и горилл знакам человеческого языка; в качестве означающих выступали знаки языка глухонемых, специально подобранные предметы или изображения на экране компьютера. В результате лексикон шимпанзе Уошо составил несколько десятков знаков, причём она могла самостоятельно изобретать новые знаки и их сочетания (комбинацией «вода — птица» Уошо назвала впервые встреченного ею на прогулке лебедя), а также употреблять знаки в переносном значении. Горилла Коко в зрелом возрасте могла выразить более 500 понятий.
Выяснилось, что человекообразные обезьяны способны понимать разницу между субъектом и объектом. Так, Роджер Фоутс, работавший в рамках «языкового проекта» с шимпанзе Люси, однажды вместо привычной фразы «Роджер — щекотать — Люси» просигнализировал: «Люси — щекотать — Роджер». Люси сначала попыталась его поправить, но когда тот повторил фразу, пощекотала экспериментатора. Результатом «языковых проектов» стал вывод о том, что интеллект человекообразных обезьян достаточен для овладения человеческим языком на уровне ребёнка первых лет жизни.

## Практическое значение

### Значение в природе
Млекопитающим удалось широко освоить все экосистемы Земли. В биоценозах суши и морей они занимают экологические ниши как первичных потребителей растительных кормов, так и плотоядных животных. Среди позвоночных млекопитающие по численности и биомассе в водоёмах уступают лучепёрым рыбам, а на суше удерживают первое место. Мелкие млекопитающие (особенно полёвки и мыши) могут в годы подъёмов численности достигать плотности в 100—200 зверьков на 1 га; численность же крупных копытных и хищных обычно не превышает 1—5 на 1000 га.
Представляя верхние звенья пищевых цепей, млекопитающие оказывают влияние на эволюцию растений. У одних растений вырастают колючки, а в листьях и плодах образуются ядовитые алкалоиды, что препятствует поеданию. Другие виды растений приспособились к распространению семян и плодов при посредстве млекопитающих: речь идёт или о появлении у семян и плодов цепких шипиков и крючков (репейник, череда) для прикрепления к шерсти животных, или о привлечении внимания последних цветом, ароматом и вкусом плодов. Многие семена не теряют при прохождении через пищеварительный тракт животного своей всхожести, а у семян калины и рябины последняя даже повышается: пищеварительный сок разрыхляет деревянистую оболочку семени.
Деятельность млекопитающих во многом определяет устойчивость биогеоценозов. Так, в пустынях и степях вымирание или истребление роющих грызунов (полёвки, песчанки) влечёт разрастание немногих видов растений-многолетников и сокращение числа видов однолетников-эфемеров, что обедняет пастбища.
Некоторые млекопитающие (в основном грызуны) имеют существенное эпидемиологическое значение, будучи переносчиками возбудителей болезней, опасных для человека и других млекопитающих (чума, туляремия и др.).

### Охрана диких млекопитающих
Угрозу для существования тех или иных родов, видов и подвидов млекопитающих могут составлять как естественные (природные катаклизмы, глобальные изменения климата), так и антропогенные (хищнический промысел, загрязнение окружающей среды, разрушение биотопов) факторы. Ряд характерных для плейстоценовой фауны родов — мамонт и шерстистый носорог в Евразии, саблезубый смилодон и гигантские наземные ленивцы (мегатерий, мегалоникс, милодон) в Америке, дипротодон в Австралии — вымерли (не без участия человека) по окончании ледникового периода (10—12 тыс. лет назад).
В историческую эпоху исчезло свыше 100 видов крупных млекопитающих, в том числе 33 вида — до 1700 г., 36 видов — в XVIII—XIX вв. и около 40 — в 1-й половине XX в. Среди них: тур (последний представитель погиб на Львовщине в 1627 г.), стеллерова корова (последняя из них убита в 1768 г. на острове Беринга), квагга (последняя квагга умерла в 1883 г. в Амстердамском зоопарке), тарпан (последняя самка тарпана умерла в Московском зоопарке в конце 1880-х гг.).
В начале XXI века под угрозой уничтожения из-за бесконтрольной охоты находятся лось, кабан и европейская косуля в средней полосе России, сайга и джейран в Средней Азии; распашка прерий в Северной Америке привела к почти полному уничтожению луговых собачек и американских хорьков; загрязнение озера Байкал промышленными стоками поставило на грань исчезновения байкальскую нерпу.
Для сохранения биологического разнообразия млекопитающих нужна целенаправленная законодательная и практическая работа. Первой в мире мерой по охране диких животных стало принятое в 1868 году земским сеймом во Львове и властями Австро-Венгрии решение об охране серн и сурков в Татрах.
Одной из важнейших природоохранных мер стала организация заповедников, в которых ведётся работа по сохранению и восстановлению численности разных животных. На территории Российской империи первый частный заповедник — заповедник «Аскания-Нова» — основал на территории своего имения Ф. Э. Фальц-Фейн в 1889 году.
В 1966 году была издана «Международная Красная книга», а в 1978 году — «Красная книга СССР»; в них были приведены списки исчезающих и редких видов и подвидов с рекомендациями по их охране (в 1983 году последовала «Красная книга РСФСР», а в 2001 году — «Красная книга России»). По состоянию на февраль 2014 года в Международной Красной книге имеются данные по численности 5506 видов млекопитающих, из них 77 считаются полностью вымершими (категория EX), 2 вида признаны вымершими в дикой природе (категория EW), и ещё 1143 находятся под угрозой различной степени риска (категории LR, VU, EN, CR). В Красную книгу России занесено 74 вида млекопитающих.

### Промысловое значение
Охота представляет собой одну из древнейших форм хозяйственной деятельности человека. Как показывает анализ костей животных, найденных на стоянках людей эпохи нижнего палеолита, в это время основными объектами охоты были: в тропической зоне — антилопы, дикие быки, тапиры, гиппопотамы, слоны; в более северных районах — зубры, газели, олени, кабаны, дикие лошади, мамонты, шерстистые носороги, пещерные медведи, пещерные львы. Эти звери служили источником мяса, жира, костного мозга и шкур для изготовления одежды.
Со времён неолитической революции охота на диких млекопитающих перестаёт в большинстве регионов Земли быть основой хозяйства, но сохраняет определённую значимость до сих пор. В настоящее время наибольшее количество видов, служащих объектами промысловой и спортивной охоты, относится к отрядам хищных, грызунов и китопарнокопытных.
Заслуживает упоминания также морской зверобойный промысел. Охота на морского зверя: моржей, ушастых и настоящих тюленей, калана, китов — издавна являлась основой традиционного хозяйства береговых чукчей, коряков, эскимосов, алеутов. Ныне добыча морского зверя в России ведётся на специально оборудованных судах, причём размеры добычи ограничены международными соглашениями.

### Звероводство
В конце XIX века возникла и получила со временем значительное развитие новая отрасль хозяйства — пушное звероводство. Оно предполагает разведение пушных зверей — соболя, норку, песца, лисицу, нутрию, шиншиллу — на зверофермах, где животные размещаются в сетчатых клетках. Первые опыты такого разведения были осуществлены в 1895 году в Канаде с серебристо-чёрными лисицами, очень редкими в природе.
Из других зверей на фермах разводят пятнистых оленей и маралов, а также лосей.

### Домашние млекопитающие
Бо́льшая часть одомашненных видов животных относится к млекопитающим, а из них — к китопарнокопытным, а именно к группе парнокопытных. Среди других отрядов одомашнены представители зайцеобразных (домашний кролик), грызунов (морская свинка), хищных (собака, кошка, фретка), и непарнокопытных (лошадь, осёл). Одомашнивание и сопровождавшая его целенаправленная селекционная работа вели к появлению существенных отличий домашних животных от своих диких предков: так, у рогатого скота и свиней значительно увеличились вес и продуктивность, чрезвычайно сильно различаются по размерам и внешнему виду различные породы собак и кошек. Впрочем, проведение чёткой границы между только что приручённой и вполне одомашненной формой возможно не всегда; поэтому приведённые далее сведения о времени и месте одомашнивания не следует считать окончательными.
Первым домашним животным стала собака, одомашненная ещё в верхнем палеолите — причём в начале его, о чём свидетельствуют опубликованные в 2008—2013 гг. результаты анализа ДНК ископаемых останков из пещеры Гойе в Бельгии, возраст которых составил 31,7 тыс. лет, и из пещеры Разбойничья на Алтае, у которых возраст оценивается в 33 тыс. лет). Первоначально она служила сторожевым животным, но скоро стала использоваться и на охоте. К настоящему времени число пород собак, выведенных человеком с самыми различными целями, превысило 350; при этом Международная кинологическая федерация признаёт 343 из них. Значительно позднее была одомашнена кошка. Обычно считают, что это сделали носители неолитической культуры Бадари (Верхний Египет, V тысячелетие до н. э.), использовавшие кошек для защиты собранных ими урожаев ячменя и пшеницы от грызунов. Статус относящихся к более раннему времени находок (Кипр, Палестина) остаётся спорным; нередко эти находки трактуют лишь как свидетельства ранних попыток одомашнивания.
Одомашнивание копытных началась в Передней Азии на рубеже мезолита и неолита и привела к возникновению скотоводства — наряду с земледелием, одной из двух древнейших форм производящего хозяйства. Одомашненные копытные стали основным источником мяса, молока, шерсти и кожи, использовались как транспортные и тягловые животные. Последовательно были одомашнены: овца (стоянка Зави-Чеми Шанидар в северном Ираке, рубеж X—IX тысячелетий до н. э.), коза (стоянка Гандж-Даре в западном Иране, IX тысячелетие до н. э.), корова (Джа’де эль-Мугара в северной Сирии, VIII тысячелетие до н. э.), свинья (поселение Чайоню на юго-востоке Турции, конец VIII тысячелетия до н. э.; более ранние находки из Халлан-Чеми и других мест мало отличаются от остатков дикой свиньи, не позволяя говорить именно об одомашнивании, а не простом приручении). К более позднему времени относится одомашнивание лошади (степи и лесостепи Восточной Европы, VI тысячелетие до н. э.), осла (Сирия, 1-я половина V тысячелетия до н. э.), двугорбого (Средняя Азия, 2-я половина V тысячелетия до н. э.) и одногорбого верблюда (Аравия, IV тысячелетие до н. э.).
Позже возникли новые очаги одомашнивания. В Андах в конце III — начале II тысячелетия до н. э. одомашнили гуанако (к которому восходит лама, используемая как вьючное животное) и викунью (предок альпака, дающей шерсть); в I тысячелетии до н. э. здесь же была одомашнена морская свинка, ставшая в данном регионе основным источником мяса. В Южной и Юго-Восточной Азии появились свои разновидности крупного рогатого скота: индийский буйвол (предположительно — в III тысячелетии до н. э.), гаял (дикий предок — гаур) и бантенг. На территории Тибетского нагорья в III тысячелетии до н. э. был одомашнен як. В середине II тысячелетия до н. э. в Египте появилась одомашненная форма лесного хорька — фретка, а в I тысячелетии н. э. во Франции был одомашнен кролик. В Сибири был одомашнен северный олень, но время не вполне ясно: одни авторы датируют начало оленеводства поздним неолитом (III тысячелетие до н. э.), другие — началом железного века (I тысячелетие до н. э.).
Отметим, что полностью одомашненными принято считать те виды, которые послушны человеку и свободно размножаются в неволе. Так, индийский слон, издавна используемый в странах Южной и Юго-Восточной Азии для выполнения разнообразных работ, не относится к домашним животным, поскольку в неволе он практически не размножается.

### Иные области применения
Целый ряд видов млекопитающих — мыши, крысы, хомячки, морские свинки, кролики, собаки, различные обезьяны — используются в качестве лабораторных животных при проведении физиологических, генетических и медицинских исследований.
В последние годы значительно выросло разнообразие млекопитающих, играющих роль домашних питомцев. Помимо обычных домашних животных (собаки, кошки, кролики, морские свинки), люди держат дома декоративных мышей и крыс, золотистых и карликовых хомячков, шиншилл, ежей и др.

## История изучения
История научного изучения млекопитающих восходит ещё к «отцу зоологии» Аристотелю, который в сочинениях «История животных», «О возникновении животных», «О частях животных» привёл сведения о многих видах млекопитающих Средиземноморья, их строении и образе жизни, особенностях размножения и развития млекопитающих. Он не объединял их в единый таксон, а рассматривал в составе двух из пяти выделенных им основных групп «животных с кровью» (то есть позвоночных): «Живородящие четвероногие» и «Живородящие безногие» (киты).
В Средние века интерес к познанию животного мира снизился, но резко возрос с началом Нового времени. Особо способствовали развитию зоологии млекопитающих работы Дж. Рэя и К. Линнея, в которых было положено начало современным представлениям о биологическом виде, системе животного мира и самом классе Mammalia. Большое значение имели работы Ж. Кювье и Э. Жоффруа Сент-Илера, разрабатывавших вопросы типологии и сформулировавших понятие «плана строения» организма, а в систематике млекопитающих детализировавших структуру данного класса. Кювье положил начало палеонтологии млекопитающих. Вклад в систематику млекопитающих внесли также Б. Ласепед, К. Иллигер, А. Блэнвиль, Л. Окен. Основы эмбриологии млекопитающих заложили К. Ф. Вольф и К. М. Бэр.
Выход в свет труда Ч. Дарвина «Происхождение видов» (1859) положил начало перестройке зоологии млекопитающих (териологии) на основе представлений эволюционизма. Активную роль в этой перестройке сыграли Т. Гексли, У. Флауэр, Э. Геккель, В. О. Ковалевский, а также представители американской териологической школы, сформировавшейся на базе Американского музея естественной истории: Э. Коп, Г. Осборн, У. Грегори, позднее традиции данной школы продолжали Дж. Г. Симпсон и М. Маккенна. В опубликованных в 1910 году системах млекопитающих Осборна и Грегори уже весьма последовательно выдержаны принципы эволюционной систематики. Основываясь на изучении нервной деятельности млекопитающих, И. М. Сеченов, И. П. Павлов, Ч. С. Шеррингтон заложили основы современной нейрофизиологии.
В XX веке происходит расширение спектра териологических исследований. Активно изучаются вопросы генетики млекопитающих, их этологии, популяционной динамики. Результаты териологии находят всё большее применение в прикладных областях (охотоведение, звероводство, животноводство и др.).
Крупными вехами в области систематики млекопитающих стали появления системы Симпсона (1945), построенной на принципах эволюционной таксономии, и системы Маккенны (1975; позже неоднократно перерабатывалась) — первой макросистемы данного класса кладистического толка. С 1960-х гг. в теоретический арсенал систематики млекопитающих входят методы молекулярной филогенетики. Сначала филогенетические деревья строились на основе анализа свойств белков, а после появления в 1977 году эффективных методов секвенирования ДНК — в основном по анализу нуклеотидных последовательностей. В результате на рубеже XX—XXI веков представления о родственных связях отрядов млекопитающих претерпевают существенные изменения.
В 1996 году на свет появилась овца Долли — первое клонированное млекопитающее. Долли была получена методом терапевтического клонирования: из соматической клетки вымени взрослой овцы извлекли ядро, поместили его в ооцит другой овцы и получившуюся гибридную клетку стимулировали электрошоком, после чего клетка начала делиться. На стадии бластулы её имплантировали в матку третьей овцы, которая и родила Долли. Этот метод применяется для клонирования и других млекопитающих. К настоящему моменту были успешно клонированы такие млекопитающие, как мышь и корова (1998), коза (1999), макак-резус , гаур и свинья (2000), кошка и кролик (2002), лошадь, мул и крыса (2003), собака и бантенг (2005), хорёк (2006), буйвол, волк и олень (2007), верблюд (2010) и др.
В начале XXI века развитие геномики привело к секвенированию геномов некоторых видов млекопитающих, число которых на конец 2013 года составило около сорока. Среди них — человек (2001—2006 гг.), домовая мышь (2002), собака (2005), шимпанзе (2005), кошка (2007), домовый опоссум (2007), утконос (2007) и другие.

### На русском языке
- Барабаш-Никифоров И. И., Формозов А. Н. . Териология. — М.: Высшая школа, 1963. — 396 с.
- Бурместер Г.-Р., Пецутто А. Наглядная иммунология = Color Atlas of Immunology : [пер. с англ.] / под ред. профессора, доктора биол. наук Козлова Л. В.. — 3-е изд. — М. : БИНОМ. Лаборатория знаний, 2014. — 320 с. : ил. — (Наглядная медицина). — ISBN 978-5-9963-1731-8.

- Биологический энциклопедический словарь / Гл. ред. М. С. Гиляров; Редкол.: А. А. Баев, Г. Г. Винберг, Г. А. Заварзин и др. — М. : Сов. энциклопедия, 1986. — С. 367. — 831 с. — 100 000 экз.
- Боркин Л. Я. Карл Линней (1707—1778) как зоолог // Вид и видообразование. Анализ новых взглядов и тенденций / Под ред. А. Ф. Алимова и С. Д. Степаньянц. — СПб.: Т-во научн. изданий КМК, 2009. — 298 с. — ISBN 978-5-87317-589-5. — С. 9—78.
- Брэм А. Э.  Жизнь животных: В 3 т. Т. 1: Млекопитающие. — М.: ТЕРРА, 1992. — xiii + 524 с. — ISBN 5-85255-126-0.
- Гистология, цитология и эмбриология. 6-е изд / Под ред. Ю. И. Афанасьева, С. Л. Кузнецова, H. А. Юриной. — М.: Медицина, 2004. — 768 с. — ISBN 5-225-04858-7.
- Дзержинский Ф. Я. . Сравнительная анатомия позвоночных животных. — М.: Аспект пресс, 2005. — 304 с. — ISBN 5-7567-0360-8.
- Дзержинский Ф. Я., Васильев Б. Д., Малахов В. В. . Зоология позвоночных. 2-е изд. — М.: Издат. центр «Академия», 2014. — 464 с. — ISBN 978-5-4468-0459-7.
- Жизнь животных. Энциклопедия в 6 т. Т. 6: Млекопитающие / Общ. ред. Л. А. Зенкевича. — М.: Просвещение, 1971. — 628 с.
- Зильбернагль С., Деспопулос А. . Наглядная физиология. — М.: БИНОМ. Лаборатория знаний, 2013. — 408 с. — ISBN 978-5-94774-385-2.
- Клевезаль Г. А.  Принципы и методы определения возраста млекопитающих=Principles and methods of age determination of mammals. — М.: Товарищество научн. изд. КМК, 2007. — 283 с.
- Константинов В. М., Наумов С. П., Шаталова С. П.  Зоология позвоночных. 7-е изд. — М.: Издат. центр «Академия», 2012. — 448 с. — ISBN 978-5-7695-9293-5.
- Константинов В. М., Шаталова С. П.  Зоология позвоночных. — М.: Гуманитарный издат. центр ВЛАДОС, 2004. — 527 с. — ISBN 5-691-01293-2.
- Кэрролл Р.  Палеонтология и эволюция позвоночных: В 3 т. Т. 2. — М.: Мир, 1993. — 283 с. — ISBN 5-03-001819-0.
- Кэрролл Р.  Палеонтология и эволюция позвоночных: В 3 т. Т. 3. — М.: Мир, 1993. — 312 с. — ISBN 5-03-001819-0.
- Мак-Фарленд Д.  Поведение животных: психобиология, этология и эволюция. — М.: Мир, 1988. — 520 с. — ISBN 5-03-001230-2.
- Медников Б. М.  Биология: формы и уровни жизни. — М.: Просвещение, 1994. — 415 с. — ISBN 5-09-004384-1.
- Наумов Н. П., Карташёв Н. Н.  Зоология позвоночных. Ч. 2. Пресмыкающиеся, птицы, млекопитающие. — М.: Высшая школа, 1979. — 272 с.
- Наумов С. П.  Зоология позвоночных. — М.: Просвещение, 1982. — 464 с.
- Основы палеонтологии. Справочник для палеонтологов и геологов СССР в 15 т. Т. Млекопитающие / Общ. ред. Ю. А. Орлова. — М.: Государственное научно-техническое издательство литературы по геологии и охране недр, 1962. — 421 с.
- Павлинов И. Я. . Систематика современных млекопитающих. 2-е изд. — М.: Изд-во Моск. ун-та, 2006. — 297 с. — ISSN 0134-8647.
- Разнообразие млекопитающих / О. Л. Россолимо, И. Я. Павлинов, С. В. Крускоп, А. А. Лисовский, Н. Н. Спасская, А. В. Борисенко, А. А. Панютина. — М. : Издательство КМК, 2004. — Ч. I. — 366 с. — (Разнообразие животных). — ISBN 5-87317-098-3.
- Разнообразие млекопитающих / О. Л. Россолимо, И. Я. Павлинов, С. В. Крускоп, А. А. Лисовский, Н. Н. Спасская, А. В. Борисенко, А. А. Панютина. — М. : Издательство КМК, 2004. — Ч. II. — 218 с. — (Разнообразие животных). — ISBN 5-87317-098-3.
- Разнообразие млекопитающих / О. Л. Россолимо, И. Я. Павлинов, С. В. Крускоп, А. А. Лисовский, Н. Н. Спасская, А. В. Борисенко, А. А. Панютина. — М. : Издательство КМК, 2004. — Ч. III. — 408 с. — (Разнообразие животных). — ISBN 5-87317-098-3.
- Сидоров А. В. . Физиология межклеточной коммуникации. — Минск: БГУ, 2008. — 215 с. — ISBN 978-985-485-812-8.
- Ткаченко Б. И., Брин В. Б., Захаров Ю. М., Недоспасов В. О., Пятин В. Ф. . Физиология человека. Compendium / Под ред. Б. И. Ткаченко. — М.: Издат. группа «ГЭОТАР-Медиа», 2009. — 496 с. — ISBN 978-5-9704-0964-0.
- Флинт В. Е., Чугунов Ю. Д., Смирин В. А.  Млекопитающие СССР. 2-е изд / Отв. ред. А. Н. Формозов. — М.: Мысль, 1970. — 437 с.

### На английском языке
- Bininda-Emonds O. R. P., Cardillo M., Jones K. E., MacPhee R. D. E., Beck R. M. D., Grenyer R., Price S. A., Vos R. A., Gittleman J. L., Purvis A.  The delayed rise of present-day mammals (англ.) // Nature. — 2007. — Vol. 446, no. 7135. — P. 507—512. — doi:10.1038/nature05634. Архивировано из оригинала 12 апреля 2011 года..
- Campbell N. A., Reece J. B., Urry L. A. e. a. . Biology. 9th ed. — Benjamin Cummings, 2011. — 1263 p. — ISBN 978-0-321-55823-7.
- Luo Zhe-Xi, Kielan-Jaworowska Z., Cifelli R. L.  In quest for a phylogeny of Mesozoic mammals // Acta Palaeontologica Polonica. — Polish Academy of Sciences, 2002. — Vol. 47, № 1. — P. 1—78.
- Wilson D. E. & Reeder D. M. (eds). Mammal Species of the World. — 3rd ed. — Johns Hopkins University Press, 2005. — Vol. 1. — P. 743. — ISBN 0-8018-8221-4. OCLC 62265494.
- McKenna M. C., Bell S. K.  Classification of Mammals Above the Species Level. — New York: Columbia University Press, 1997. — 631 p. — ISBN 0-231-11013-8.
- O'Leary M. A., Allard M., Novacek M. J., Meng Jin, Gatesy J.  Building the Mammalian Sector of the Tree of Life — Combining Different Data and a Discussion of Divergence Times for Placental Mammals // Assembling the Tree of Life (англ.) / Ed. by J. Cracraft and M. J. Donoghue. — Oxford: Oxford University Press, 2004. — xiii + 576 p. — ISBN 0-19-517234-5. — P. 490—516.
- Simpson G. G.  The Principles of Classification and a Classification of Mammals // Bull. of the American Museum of Natural History. — 1945. — Vol. 85. — P. 1—350.
- Vaughan T. A., Ryan J. M., Czaplewski N. J.  Mammalogy. 5th ed. — Sudbury, Massachusetts: Jones & Bartlett Learning, 2011. — 750 p. — ISBN 978-0-7636-6299-5.